# Mulholland Drive (film)
Vous lisez un « article de qualité » labellisé en 2022.
Pour les articles homonymes, voir Mulholland et Mulholland Drive.
Pour plus de détails, voir Fiche technique et Distribution.
Mulholland Drive est un film américano-français écrit et réalisé par David Lynch et sorti en 2001. Ce film à énigme néo-noir raconte l'histoire de Betty Elms (Naomi Watts), aspirante actrice fraîchement arrivée à Los Angeles, qui se lie d'amitié avec une femme amnésique (Laura Harring) rescapée d'un accident grâce auquel elle a échappé à un meurtre. Le récit expose d'autres faits sans liens apparents, qui finissent par se connecter de diverses manières, tandis que des scènes et des images surréalistes s'ajoutent à la narration mystérieuse.
Le film, à l'origine destiné à être un pilote de série télévisée, est en grande partie tourné en 1999, David Lynch ayant alors la volonté de laisser la fin ouverte dans l'éventualité d'une série. Cependant, après le visionnage de la version, les responsables de l'audiovisuel le rejettent. Le cinéaste dote alors le projet d'une fin le transformant en long métrage. Le résultat, hybride entre pilote et long métrage, couplé au style si particulier de David Lynch, laisse le sens général des événements dépeints dans l'œuvre sujet à interprétation. Le public, les critiques et même l'équipe de tournage en sont réduits à spéculer sur la signification du film après le refus du réalisateur de définir ses intentions sur son récit. Le réalisateur s'en tient à résumer son œuvre comme « une histoire d'amour dans la cité des rêves ».
Classé dans le genre des thrillers psychologiques, Mulholland Drive est salué par de nombreux critiques et offre à son réalisateur le prix de la mise en scène au festival de Cannes 2001 ; David Lynch est également nommé pour l'Oscar du meilleur réalisateur lors de la cérémonie de l'année suivante. Ce film propulse les carrières de Naomi Watts et de Laura Harring alors qu'il marque la fin de celle d'Ann Miller, l'actrice y interprétant son dernier rôle. Mulholland Drive est régulièrement considéré comme l'un des meilleurs films de David Lynch aux côtés d'Eraserhead (1977) et de Blue Velvet (1986). En 2012, la revue britannique Sight & Sound réalise un sondage réunissant plusieurs centaines de critiques au cours duquel Mulholland Drive est cité parmi les plus grands films de l'histoire du cinéma. En France, les Cahiers du cinéma l'élisent meilleur film de la décennie 2000. Le critique du New York Times, A. O. Scott, qualifie l'œuvre de « libération enivrante des sens, avec des instants d'autant plus puissants qu'ils semblent émerger de la nuit obscure du monde de l'inconscient ».

## Synopsis
Avant même l'apparition du générique, le film débute par une scène onirique représentant des jeunes gens dansant le swing sur un fond mauve ; une femme (Naomi Watts), accompagnée d'un couple âgé, s'avance pour recevoir les applaudissements. Un lit aux draps rouges d'où sort une respiration haletante est aperçu. Un nom de rue apparaît : Mulholland Drive,.

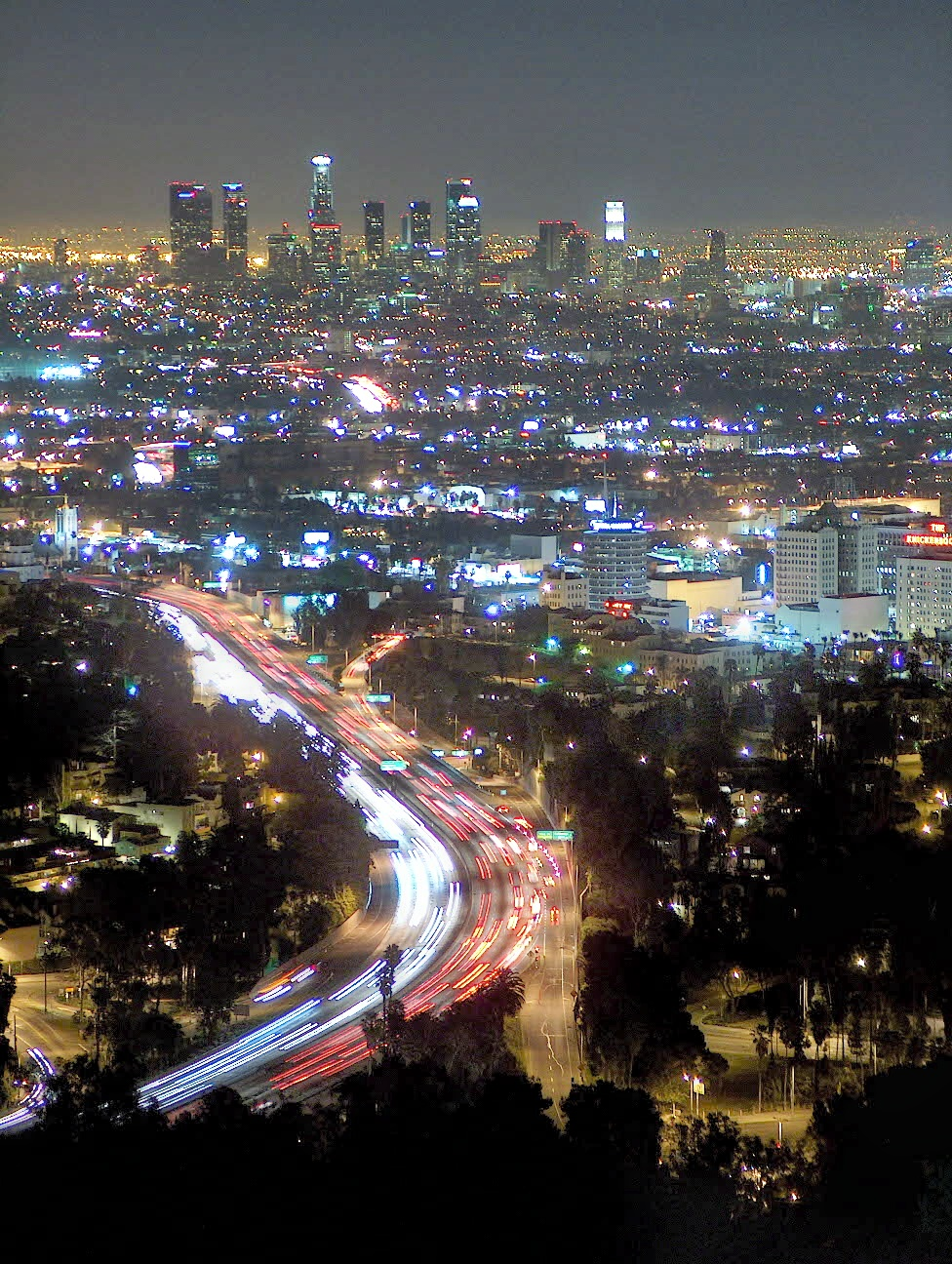
Los Angeles depuis Mulholland Drive la nuit.

Une limousine conduit en pleine nuit une mystérieuse femme aux cheveux noirs (Laura Harring) mais s'arrête avant d'atteindre sa destination : ses chauffeurs menacent la passagère avec une arme quand une autre voiture, conduite par des jeunes gens ivres, les percute violemment. Seule rescapée de l'accident, la femme, devenue amnésique, erre sur la route sinueuse, par Mulholland Drive et Sunset Boulevard à Hollywood ; cette route domine l'agglomération éclairée de Los Angeles. Elle s'étend sous les buissons d'une villa.
Sur les lieux de l'accident, les enquêteurs trouvent une boucle d'oreille ; elle leur donne à penser qu'une passagère s'est enfuie vers la ville. À l'aube, celle-ci se glisse dans l'appartement qu'une femme rousse plus âgée s'apprête à quitter. Dans un Winkie's, nom d'une chaîne de restauration rapide, Dan (interprété par Patrick Fischler) raconte à son ami son cauchemar composé d'un horrible personnage derrière le bâtiment. Quand ils examinent les lieux, le personnage apparaît et Dan s'évanouit d'effroi,. Alors que la femme aux cheveux noirs dort, plusieurs appels téléphoniques énigmatiques sont entendus, suggérant que quelqu'un est à sa recherche pour l'éliminer.
Betty Elms (personnage interprété par Naomi Watts), venue de Deep River au Canada, débarque à l'aéroport de Los Angeles. Elle souhaite devenir actrice et bavarde avec un couple âgé rencontré dans l'avion ; ce trio est celui aperçu à la fin de la séquence d'ouverture,. Betty arrive à la villa Havenhurst où loge sa tante Ruth, actrice partie en tournage au Canada. Elle est accueillie par la propriétaire, Coco (Ann Miller), qui lui laisse les clés de l'appartement. C'est dans cet appartement que la femme aux cheveux noirs s'est réfugiée après l'accident ; la découvrant nue dans la douche, Betty suppose qu'elle s'y est installée avec l'accord de sa tante. La femme brune, l'esprit confus et ne se souvenant plus de son véritable nom, choisit celui de « Rita » après avoir aperçu une affiche du film Gilda, dans lequel joue Rita Hayworth.
Dans les bureaux d'un producteur de cinéma, deux hommes d'affaires mafieux font pression pour qu'un réalisateur hollywoodien du nom d'Adam Kesher (interprété par Justin Theroux) embauche leur protégée pour tenir le rôle-titre du film : c'est une actrice inconnue appelée Camilla Rhodes (personnage interprété par Melissa George). Le réalisateur refuse. Après avoir quitté la salle de réunion, il fracasse le véhicule des gangsters avec un club de golf puis s'enfuit. Alors qu'il est au volant, il reçoit un appel de sa secrétaire qui l'informe que Ray, son directeur de production, a licencié toute son équipe. Elle le supplie de se rendre au bureau pour régler la situation, mais Adam préfère finalement rentrer chez lui. Une fois arrivé, il découvre que sa femme est au lit avec le nettoyeur de la piscine, un nommé Gene (interprété par Billy Ray Cyrus). Sous le coup de la colère, Adam s'empare d'un pot de peinture rose et le verse sur les bijoux de sa femme ; elle se met à le frapper et il la plaque au mur. Gene, plus fort que lui, le jette hors de sa maison. Peu après, des hommes de main envoyés par les mafieux surgissent et passent Gene à tabac ainsi que la femme.
Réfugié à l'hôtel, Adam apprend peu après que sa banque a fermé son compte et qu'il est par conséquent ruiné. Sur conseil de son agent, il accepte de rencontrer un mystérieux personnage appelé Le Cowboy : celui-ci l'exhorte à embaucher Camilla Rhodes pour son propre bien.
Dans un autre bureau du centre-ville, Joe Messing (interprété par Mark Pellegrino), un tueur à gages maladroit, tue l'homme visé mais abat aussi une femme qui se trouvait dans un bureau voisin, puis un homme de ménage qui fait irruption, déclenchant le signal d'alarme à incendie. Le tueur s'enfuit en emportant un carnet avec une liste de numéros de téléphone,.
Pour aider Rita à recouvrer la mémoire, Betty lui suggère de chercher une pièce d'identité dans son sac à main : elles y trouvent une somme de plusieurs milliers de dollars et une étrange clef bleue,. Afin d'en savoir plus sur l'accident de Rita, elles se rendent au restaurant Winkie's où une serveuse du nom de Diane prend leur commande ; cela déclenche chez Rita le souvenir du nom de « Diane Selwyn ». Après une recherche dans l'annuaire téléphonique, elles appellent la seule femme qui porte ce nom, mais personne ne décroche. Rita aide Betty à répéter la scène d'essai qu'elle doit jouer devant les producteurs. Elle l'interprète de façon maladroite, en victime mélodramatique, et a l'impression de courir à l'échec. Cependant, lorsqu'elle est devant les producteurs, elle retourne complètement sa prestation et en fait, avec une totale assurance, une scène violente et érotique. Les producteurs, éblouis, l'engagent aussitôt.
Un agent l'emmène voir le plateau du film que réalise Adam : L'histoire de Sylvia North. C'est au tour de Camilla Rhodes de passer l'audition pour le rôle-titre du film, Adam annonce : « C'est la fille ». Presque immédiatement après avoir engagé Camilla, Adam se retourne et regarde fixement Betty. Les deux se regardent comme envoûtés, mais Betty s'enfuit avant de rencontrer Adam en expliquant qu'elle avait promis de retrouver quelqu'un. Elle rentre à la villa et s'entend avec Rita pour partir à la recherche de Diane Selwyn,.
Betty et Rita arrivent à l'appartement présumé de Diane Selwyn et questionnent une voisine. Cette dernière leur dit que celle-ci a disparu depuis quelques jours et qu'elle doit passer récupérer des affaires laissées chez Diane. Les deux amies frappent à la porte de Diane, sans succès, puis pénètrent dans l'appartement par une fenêtre qui n'était pas verrouillée,. Dans la chambre, elles découvrent le cadavre d'une femme morte depuis plusieurs jours. Terrifiées, elles retournent à la villa. Betty y coiffe Rita d'une perruque blonde. Cette nuit-là, Betty invite Rita à partager le lit avec elle au lieu de dormir sur le canapé. Rita se met au lit, nue, et après quelques instants, les femmes se retrouvent à faire l'amour. Betty dit à Rita qu'elle est amoureuse d'elle.
Rita réveille Betty à deux heures du matin en parlant espagnol ; elle insiste pour que toutes deux se rendent à une salle de spectacle, à l'atmosphère inquiétante, du nom de Club Silencio. Sur scène, un homme explique dans un mélange de langues que tout n'est qu'illusion. Son spectacle est suivi de celui d'une femme (Rebekah Del Rio) qui chante le titre Crying de Roy Orbison en espagnol et a capella. Alors qu'elle paraissait chanter de tout son cœur, elle s'évanouit mais le chant se poursuit : il s'agit de playback. Betty ouvre son sac à main et en sort une boîte bleue dont la serrure semble correspondre à la clef de Rita. De retour à l'appartement, Rita retrouve la clef mais Betty a disparu. Elle se décide à déverrouiller la boîte qui tombe à terre. La tante Ruth, de retour, entre à ce moment, cherche la provenance du bruit mais ne voit personne.

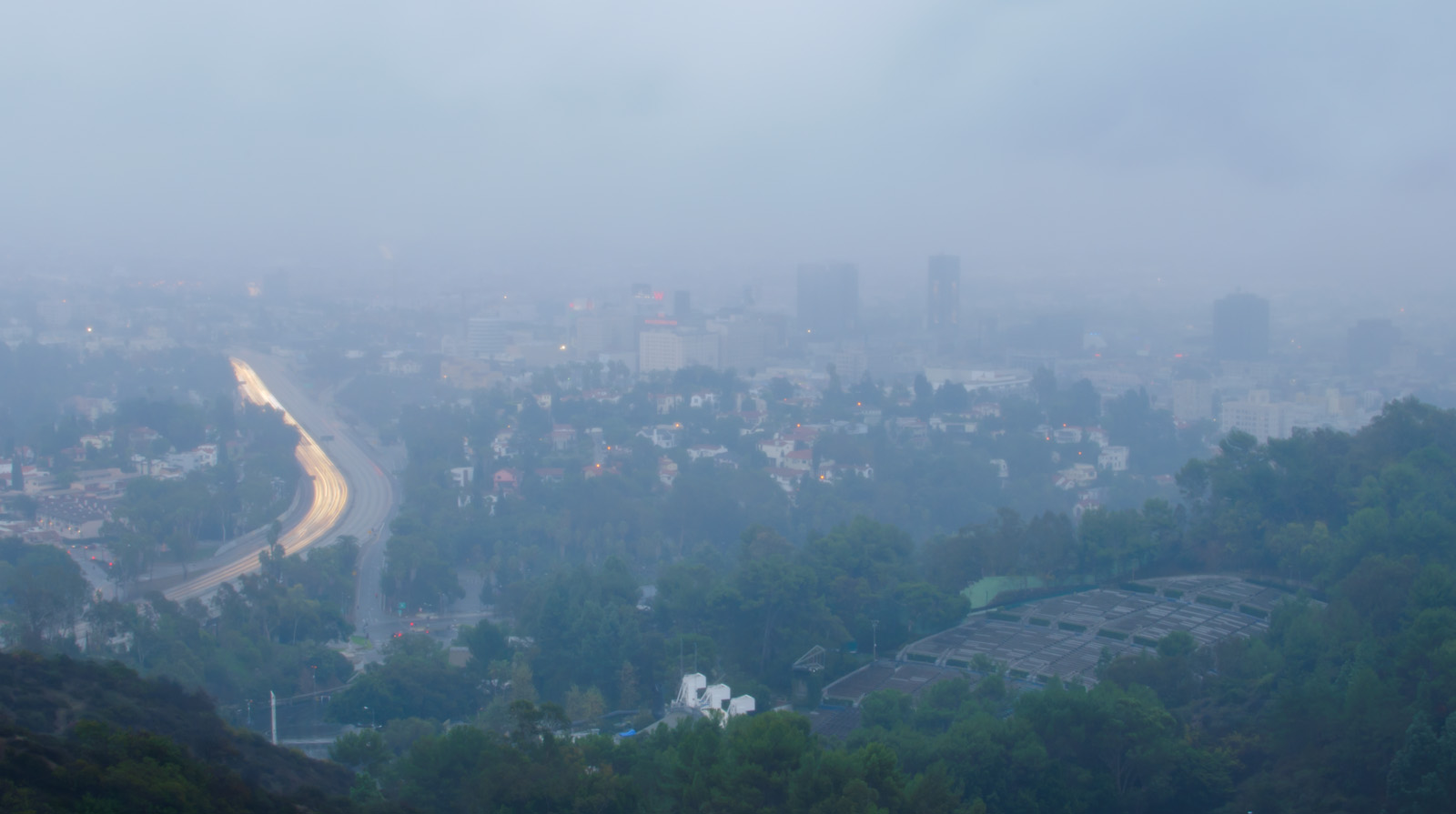
Vue de Hollywood sous la pluie depuis Mulholland Drive.

Le Cowboy se montre à la porte de la chambre de Diane Selwyn, lui intimant de se réveiller. Diane Selwyn (interprétée par Naomi Watts) se réveille dans son lit. Enfilant un peignoir sale, elle se rend dans la pièce principale pour répondre. C'est la même voisine que Betty et Rita ont rencontrée, toujours impatiente de récupérer le reste de ses affaires dans l'appartement de Diane. La voisine rassemble ses affaires ; elle mentionne, en sortant, le passage de deux détectives, toujours à sa recherche. À ce moment-là, Diane remarque une clef de couleur bleue, sur sa table basse. Elle voit ensuite Camilla Rhodes (jouée par Harring) dans la cuisine, ravie, puis réalise son état d'hallucination. Diane se rend alors sur le plateau du film où Adam dirige Camilla. Celui-ci profite d'une scène pour embrasser Camilla devant Diane, bouleversée. Invitée par Camilla, Diane se rend à une fête organisée chez Adam, sur Mulholland Drive. La limousine qui la conduit s'arrête avant d'atteindre la maison (à l'endroit de l'accident du début du film). Camilla surgit des buissons et lui fait emprunter un raccourci à travers le jardin. Adam semble amoureux de Camilla. Au cours du repas, Diane explique être venue à Hollywood après le décès de sa tante qui y travaillait, avec l'argent de son héritage ; elle dit aussi avoir rencontré Camilla lors d'une audition pour L'Histoire de Sylvia North dont le réalisateur est Bob Brooker. Une autre femme (jouée par Melissa George) embrasse Camilla : toutes deux se retournent vers Diane et lui sourient. Adam et Camilla s'apprêtent à faire une annonce importante (leur mariage), mais ils n'y parviennent pas car s'éparpillent en rires et baisers ; Diane les observe en pleurant.
Diane rencontre le tueur à gages au restaurant Winkie's : elle lui donne une photo grand format de Camilla et une importante somme d'argent. La serveuse chargée de la table porte un badge au nom de Betty. Le tueur à gages explique à Diane que, une fois le travail fait, elle trouvera une clef bleue. Diane lui demande ce qu'ouvrirait cette clef, le tueur à gages se contente d'éclater de rire. En levant les yeux, Diane remarque Dan : il se tient debout au comptoir. Derrière le restaurant, un sans-abri est montré en possession de la boîte bleue. La clef bleue posée sur la table en face d'elle, Diane est terrorisée par des hallucinations montrant le couple de personnes âgées. Elle court jusqu'à son lit en hurlant puis se tire une balle dans la tête. Le visage du sans-abri apparaît alors dans la chambre. Dans la scène finale, une femme auparavant aperçue au club murmure « Silencio ».

## Fiche technique
Sauf indication contraire, les informations mentionnées dans cette section peuvent être confirmées par la base de données cinématographiques IMDb,  présente dans la section « Liens externes ».
- Titre original et français : Mulholland Drive ou Mulholland Dr.
- Réalisation et scénario : David Lynch
- Musique : Angelo Badalamenti, David Lynch et John Neff
- Photographie : Peter Deming
- Montage : Mary Sweeney
- Production : Alain Sarde, Pierre Edelman et Mary Sweeney
- Sociétés de production : Les Films Alain Sarde, Studiocanal, Asymmetrical Productions, Babbo Inc., The Picture Factory
- Société de distribution : Universal Pictures (États-Unis) ; BAC Films (France) ; TVA International Distribution (Canada) ; Studiocanal (international)
- Budget : 15 000 000 dollars (estimation)
- Pays de production :  États-Unis,  France
- Langue originale : anglais
- Format : couleur - 1.85:1 - Son Dolby SRD - 35mm
- Genre : Drame, thriller, néo-noir[6]
- Durée : 146 minutes
- Dates de sortie :
  - États-Unis : 12 octobre 2001
  - Canada : 26 octobre 2001
  - France : 16 mai 2001 (première mondiale au festival de Cannes) ; 21 novembre 2001 (sortie nationale)
  - Belgique : 9 janvier 2002[7]
- Classification : 
  - États-Unis : Rated R
  - France : tous publics avec avertissement
  - Québec : 13+[8]

## Distribution
- Laura Harring (VF : Sandy Ouvrier) : Rita / Camilla Rhodes brune
- Naomi Watts (VF : Chloé Lambert) : Betty Elms / Diane Selwyn
- Justin Theroux (VF : Laurent Natrella) : Adam Kesher
- Jeanne Bates (VF : Michelle Marcey) : Irene
- Dan Birnbaum (VF : Michel Ruhl) : compagnon d'Irene
- Maya Bond	: Tante Ruth
- Brent Briscoe : détective Neal Domgaard
- Robert Forster : détective Harry McKnight
- Ann Miller (VF : Véronique Silver) : Catherine « Coco » Lenoix
- Lee Grant (VF : Frédérique Cantrel) : Louise Bonner, la voisine de Tante Ruth
- Dan Hedaya : Vincenzo Castigliani
- Angelo Badalamenti : Luigi Castigliani
- Michael J. Anderson (VF : Michel Debrane) : Mr Roque
- Lori Heuring : Lorraine Kesher, épouse d'Adam Kesher
- Billy Ray Cyrus : Gene, le nettoyeur de piscine, amant de Lorraine Kesher
- Tony Longo : Kenny, l'homme de main des Castigliani
- Patrick Fischler (VF : Didier Brice) : Dan, l'homme qui raconte son rêve au Winkie's
- Michael Cooke (VF : François Dunoyer) : Herb, l'homme qui écoute Dan
- Bonnie Aarons : Bum, l'apparition monstrueuse
- Katharine Towne (VF : Violaine Schwartz) : Cynthia Jenzen
- David Schroeder (VF : Christian Desmet) : Robert Smith
- Robert Katims (VF : Jean Dautremay) : Ray Hott
- Marcus Graham (VF : Christian Cloarec) : M. Darby
- Monty Montgomery (VF : Sylvain Clément) : le cow-boy
- William Ostrander	: le second assistant à la mise en scène
- Elizabeth Lackey : Carol, la chanteuse brune dans le studio
- James Karen : Wally Brown, le producteur lors du casting
- Wayne Grace : Bob Brooker, le réalisateur lors du casting
- Chad Everett : Jimmy Katz, le partenaire de Betty lors du casting
- Rita Taggart : Linney James, la directrice de casting
- Michele Hicks	: Nicki, son assistante
- Melissa George : Camilla Rhodes blonde / une femme blonde
- Mark Pellegrino (VF : Damien Ferrette) : Joe Messing, le tueur maladroit
- Vincent Catsellanos (VF : Vincent Barazzoni) : Ed
- Michael Fairman : Jason
- Scott Coffey : Wilkins
- Rena Riffel : Laney, la prostituée du Winkie's
- Michael Des Barres : Billy Deznutz
- Missy Crider : serveuse au Winkie's
- Conte Candoli	: le trompettiste du Silencio
- Rebekah Del Rio : elle-même

Version française ; Doublage Séries Database
- Studio de doublage : Alter Ego
- Direction artistique : Hervé Icovic
- Adaptation : Jean-Pierre Carasso et Françoise Monier

## Production

### Genèse et développement
Conçu à l'origine pour être une série télévisée, Mulholland Drive doit initialement prendre la forme d'un pilote de 90 minutes produit pour Touchstone Television et distribué sur le réseau du groupe ABC,. Tony Krantz, l'agent qui était responsable du développement de Twin Peaks, est « très excité » à l'idée de faire une autre série télévisée,. David Lynch vend le projet aux cadres du groupe en s'appuyant uniquement sur un scénario dans lequel Rita survit à un accident de voiture, elle possède 125 000 dollars en liquide dans son sac à main et une clef bleue ; le personnage de Betty tente de l'aider à découvrir qui elle est,. Un cadre d'ABC se souvient : « Je me rappelle de la terreur de cette femme dans cet affreux, affreux accident, et David nous tourmentant avec l'idée que des gens la pourchassent. Elle n'est pas simplement en difficulté, elle est la difficulté. Évidemment, nous avons demandé à connaître la suite et David a répondu : « Vous devez acheter le projet pour que je vous la raconte »,,. Lynch montre à ABC un premier montage du pilote. La personne qui l'a vu, selon Lynch, le regarde à six heures du matin, prend un café et se lève,. Il déteste le pilote et ABC l'annule immédiatement. Pierre Edleman, l'ami parisien de Lynch, lui rend visite et commence à lui parler de la possibilité de faire du projet un long métrage. Edleman retourne à Paris. Canal+ souhaite financer Lynch pour en faire un long métrage et les négociations durent un an,.
Lynch dépeint l'attrait qu'exerce l'idée d'un pilote, malgré la connaissance des contraintes du médium télévisuel : « Je suis toujours partant pour une histoire qui se poursuit […] Théoriquement, on peut obtenir une histoire très profonde, et on peut aller si profond et ouvrir le monde d'une façon tellement belle, mais cela prend du temps »,. Le scénario comprend des éléments profondément ancrés dans le monde réel et d'autres appartenant au genre fantastique ; c'était déjà le cas dans la précédente série de Lynch, Twin Peaks. Un travail préparatoire est finalement lancé pour l'élaboration d'arcs narratifs comme le mystère de l'identité de Rita, la carrière de Betty et le projet de film d'Adam Kesher. L'actrice Sherilyn Fenn déclare dans un entretien que l'idée originale de Mulholland Drive est venue au cours du développement d'une série dérivée dédiée à son personnage d'Audrey Horne issu de la série Twin Peaks.

### Attribution des rôles

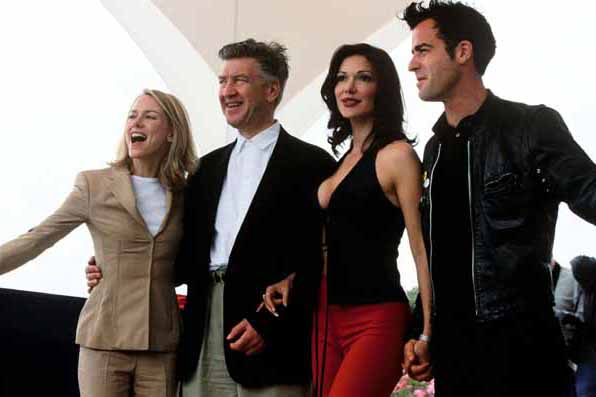
L'équipe du film au festival de Cannes en 2001, avec de gauche à droite : Naomi Watts, David Lynch, Laura Harring et Justin Theroux.

David Lynch sélectionne Naomi Watts et Laura Harring à partir de photographies. Il les invite séparément à venir effectuer des entretiens d'une demi-heure et leur explique qu'il n'a vu aucune de leurs précédentes prestations au cinéma ou à la télévision. Alors qu'elle se rend à cet entretien, Harring est impliquée dans un accident sans conséquence, elle y voit un caractère fatidique quand elle apprend plus tard que son personnage lui-même serait impliqué dans un accident de voiture dans le film. Lors du premier entretien, Watts porte un jean et elle est arrivée par avion de New York : Lynch lui demande de revenir le lendemain en « se faisant belle ». Deux semaines plus tard, il lui propose le rôle. Lynch explique le choix de cette actrice :

« J'ai vu quelqu'un dont je ressentais le formidable talent, et j'ai vu quelqu'un qui avait une belle âme, une capacité d'interpréter beaucoup de rôles différents, il s'agissait donc d'un joli ensemble complet. »,

Justin Theroux rencontre également Lynch à sa descente d'avion. Après un long vol et sans avoir beaucoup dormi, Theroux se présente vêtu de noir et avec les cheveux en désordre. Lynch apprécie cette apparence et décide de conserver des vêtements similaires et la même coiffure pour le personnage d'Adam. Le jeune acteur refuse un rôle dans la série télévisée Wasteland et choisit plutôt le projet de Lynch. Au total, la directrice de casting Johanna Ray attribue cinquante rôles parlants rien que pour le pilote.

### Tournage
Le tournage pour le pilote s'effectue à Los Angeles et dure six semaines à partir de février 1999. Mais les producteurs ne sont finalement pas satisfaits du résultat obtenu et décident de ne pas programmer sa diffusion,. Parmi les objections figurent le scénario non linéaire, Naomi Watts et Laura Harring sont considérées comme trop vieilles, le fait que le personnage d'Ann Miller fume n'est pas apprécié, enfin des excréments de chien filmés en gros plan achèvent de dissuader les producteurs d'accepter le projet. Lynch se rappelle : « Tout ce que je sais c'est que j'ai apprécié de réaliser cela, ABC a détesté, et je n'ai pas aimé les coupures que j'ai faites. J'étais d'accord avec ABC que la version longue était trop lente, mais je fus obligé de la massacrer parce que nous avions un impératif de temps trop contraignant pour permettre de tout peaufiner. La structure s'est dissipée, des scènes importantes et des pans de l'intrigue, et 300 copies de la mauvaise version ont été diffusées. Beaucoup de personnes l'ont vue, et c'est embarrassant parce que la pellicule est également de mauvaise qualité. Je ne préfère pas y penser. »,.
Après l'abandon du projet par ABC, Pierre Edelman de la société française Studiocanal rencontre Lynch et lui demande s'il peut visionner la cassette du pilote. Celui-ci est d'abord réticent, mais finit par accepter. Edelman revient voir Lynch et se dit prêt à en faire un long métrage. Après de nombreuses tractations étalées sur une année et « des tonnes de fax », les droits sont obtenus par Studiocanal. Le studio français finance alors le film à hauteur de sept millions de dollars,. Ce choix d'une production française à travers Studiocanal et Alain Sarde pourrait également refléter la volonté du réalisateur de s'éloigner du système hollywoodien. Le script est réécrit et détaillé afin de se conformer aux exigences d'un long métrage. Du passage d'un pilote à fin ouverte vers un film demandant la résolution des trames, Lynch dit : « Une nuit, je me suis assis, les idées vinrent, et ce fut une expérience des plus belles. Tout était approché d'un angle différent […] Rétrospectivement, je vois maintenant que [le film] avait toujours voulu prendre cette forme. Il a juste débuté étrangement pour engendrer ce qu'il est maintenant »,. Le résultat consiste en dix-huit nouvelles pages de script qui comprennent la relation amoureuse entre Betty et Rita ainsi que les événements se déroulant après l'ouverture de la boîte bleue. Watts exprime son soulagement de l'abandon du projet par ABC : elle trouvait le personnage de Betty unidimensionnel sans la partie plus sombre du film qui fut ajoutée par la suite. Le réalisateur considère lui aussi qu'ABC a eu un rôle majeur en refusant le pilote, il s'agissait selon lui d'une étape nécessaire. La reprise du tournage est difficile : beaucoup de décors, de costumes et d'accessoires ont été égarés, Lynch doit également faire face à une panne d'inspiration. Cependant, les problèmes rencontrés entraînent l'apparition d'idées inédites qui n'auraient peut-être jamais vu le jour autrement. Les nouvelles scènes, d'une longueur cumulée de 50 minutes, sont tournées en octobre 2000,.
Theroux déclare avoir abordé le tournage sans comprendre entièrement de quoi retournait l'intrigue : « On te donne le script dans son ensemble, mais il pourrait aussi bien tenir à l'écart les scènes dans lesquelles tu ne joues pas, car l'ensemble s'avère plus mystérieux que les éléments séparés. David accepte les questions, mais il ne répond à aucune d'entre elles […] C'est comme si tu travaillais les yeux à moitié bandés. S'il était réalisateur sur son premier film et qu'il n'avait pas démontré le succès de cette méthode, j'aurais probablement eu des réserves. Mais, avec lui, ça fonctionne »,. Theroux affirme que la seule réponse que Lynch lui a donnée concernant le personnage de réalisateur hollywoodien est qu'il n'entretenait pas de lien autobiographique avec Lynch. Watts déclare avoir essayé de flouer Lynch en lui faisant croire qu'elle avait résolu l'intrigue, et que lui-même se délectait de la frustration des acteurs. « Je ne vais pas mentir : je me suis sentie très vulnérable », déclare Laura Harring au sujet du tournage de la scène de sexe entre les personnages d'elle et Watts,. « J'étais dans ma loge, au bord des larmes. C'est difficile. Il y a beaucoup de gens là [...] Naomi et moi étions amies. C'était assez gênant. »,

### Bande originale
La bande originale de Mulholland Drive est supervisée par Angelo Badalamenti, qui a déjà travaillé avec David Lynch à plusieurs reprises : Blue Velvet, Sailor et Lula, la série Twin Peaks, Lost Highway ou encore Une histoire vraie. La collaboration entre le cinéaste et le compositeur est comparée à celle de Nino Rota et Federico Fellini, Bernard Herrmann et Alfred Hitchcock, ou bien Sergueï Prokofiev et Sergueï Eisenstein. Sur AllMusic, la critique Heather Phares considère que cette bande originale est meilleure que celle de Lost Highway. Grâce à son travail sur Mulholland Drive, Badalamenti est nommé pour différents prix. L'American Film Institute, lors de sa remise de prix, le place parmi les quatre compositeurs de l'année ; il est également nommé au BAFTA de la meilleure musique de film. Badalamenti effectue par ailleurs un caméo au cours du film dans le rôle de Luigi Castigliane, gangster aux goûts très affirmés en matière d'expresso.

« L'album se présente comme un film typique de Lynch, s'ouvrant sur un Jitterbug rapide et agréable, puis s'enfonçant lentement dans des passages aux cordes plus sombres, dans les sons de guitare tordus de la musique de restaurant des années 1950 et, enfin, dans les dessous stratifiés, dérangeants et souvent déroutants de la partition. »,

— Neil Shurley, 2002
Les critiques remarquent que la partition inquiétante de Badalamenti, qualifiée comme « la plus sombre [qu'il ait composée] jusqu'alors », contribue à l'impression de mystère, alors que s'ouvre le film sur la limousine de la femme aux cheveux noirs. Cela contraste avec les sonorités éclatantes et pleines d'espoir jouées lors de l'arrivée de Betty à Los Angeles : la composition « agit comme un guide émotionnel pour le spectateur »,. Daniel Schweiger, journaliste spécialiste des musiques de film, observe que la participation de Badalamenti à la bande originale alterne entre « la crainte que provoquent des cordes presque immobiles jusqu'au jazz de film noir et au retour audio », où « les rythmes s'élaborent pour atteindre une explosion d'une noirceur infinie »,. Badalamenti décrit un procédé particulier de design sonore appliqué à ce film : il fournit à Lynch des pistes à tempo lent de dix à douze minutes de long qu'ils appellent « bois à brûler », ; Lynch « en retire des fragments et les utilise pour faire des essais, il obtient ainsi un grand nombre d'environnements sonores sinistres »,. Dans Télérama, Louis Guichard compare la bande originale à une « envoûtante marche funèbre ».
David Lynch fait figurer deux chansons des années 1960, l'une après l'autre ; elles sont jouées alors que deux actrices auditionnent en effectuant du playback. Selon Mark Mazullo, après analyse de la musique employée dans les films de Lynch, les personnages féminins de ses différentes œuvres sont souvent incapables de communiquer à travers les canaux habituels et sont réduits au playback, ou bien sont étouffés dans leur communication. Le titre Sixteen Reasons de Connie Stevens est joué alors que la caméra effectue un plan panoramique vers l'arrière et révèle ainsi plusieurs illusions ; la reprise de la chanson I've Told Ev'ry Little Star par Linda Scott est entendue lors de l'audition de la première Camilla Rhodes ; le spécialiste du cinéma Eric Gans considère que cette chanson symbolise la prise d'autonomie de la jeune actrice. À l'origine composé par Jerome Kern pour être chanté en duo, ce second morceau interprété par Linda Scott prend une connotation homosexuelle dans le film selon Gans. Contrairement à Sixteen Reasons, des parties de I've Told Ev'ry Little Star sont déformées pour suggérer « l'identité sonore brisée » de Camilla. Au moment où la chanson est jouée, Betty vient d'entrer dans le studio d'enregistrement où Adam auditionne des actrices pour son film. Elle voit Adam, lui fait les yeux doux et s'enfuit brusquement après qu'Adam déclare « C'est la fille » à propos de Camilla, évitant ainsi son inévitable rejet.

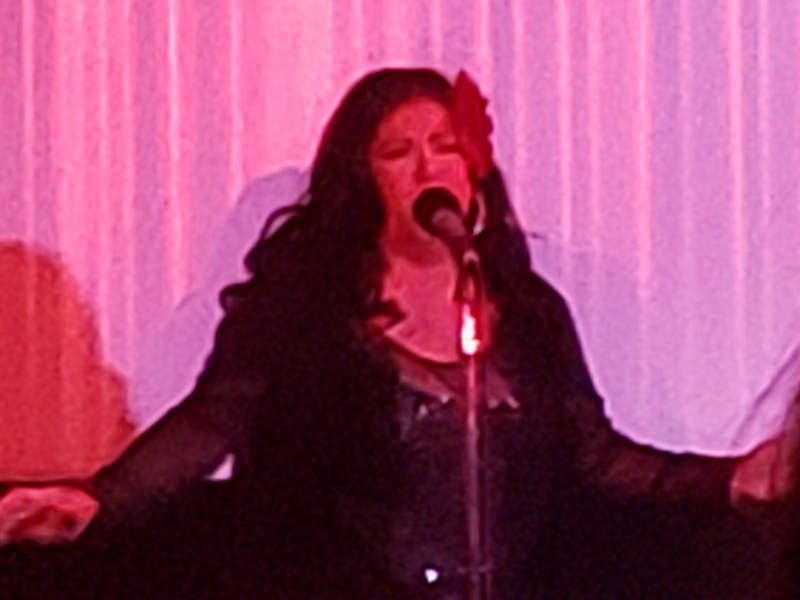
Rebekah Del Rio interprétant es, popularisé par la séquence du Club Silencio du film.

Au cours de la scène se déroulant en pleine nuit dans l'étrange théâtre Club Silencio, un acteur déclare : « No hay banda et pourtant on entend un orchestre » ; l'acteur parle tour à tour anglais, espagnol et français dans la version originale mais seulement en espagnol et en français dans la version française. L'interprétation a cappella et en espagnol de Crying (qui devient Llorando) par Rebekah Del Rio est qualifiée de « scène la plus originale et la plus stupéfiante d'un film original et stupéfiant », ; cette interprétation est « un spectacle qui vaut l'arrêt… sauf qu'il n'y a pas de spectacle pour lequel s'arrêter »,. Lynch avait souhaité utiliser la version de Crying par Roy Orbison pour Blue Velvet, il avait cependant changé d'avis après avoir écouté le titre In Dreams du même artiste. Del Rio, qui a popularisé la reprise en espagnol et qui a reçu son premier contrat d'enregistrement grâce à cette chanson, explique que Lynch s'est déplacé à Nashville où elle vivait ; elle a chanté ce morceau pour lui sans savoir qu'il l'enregistrait. Lynch lui crée alors un rôle dans le film et emprunte la version qu'elle avait chantée à Nashville. La chanson est utilisée lors de la scène du club, Betty et Rita l'écoutent envoûtées et en larmes, peu avant que leur idylle ne prenne fin et soit remplacée par la relation difficile entre Diane et Camilla. Selon un spécialiste du cinéma, la chanson et l'ensemble de la scène de théâtre marquent la désintégration des personnalités de Betty et de Rita, ainsi que de leur relation. Avec l'utilisation de plusieurs langues et d'une chanson pour dépeindre des émotions aussi primaires, un critique de cinéma affirme que Lynch affiche sa méfiance à l'égard du discours intellectuel et choisit de transmettre son message par les images et les sons. L'effet désorientant de la musique, qui joue alors que del Rio n'est plus là, est décrit comme « la version musicale du tableau de Magritte Ceci n'est pas une pipe »,.
L'album CD sort en octobre 2001 sur le label américain Milan Records.

## Accueil

### Sortie du film et box-office
Le film est présenté en avant-première au Festival de Cannes 2001 au sein de la sélection officielle ; il y reçoit un accueil très favorable. Lynch reçoit le prix de la mise en scène à égalité avec Joel Coen pour The Barber. La sortie nationale a lieu le 12 octobre 2001 aux États-Unis : le film est projeté dans 66 cinémas lors du premier week-end d'exploitation, puis dans 247 cinémas au cours de la semaine suivante,. Au Canada, la sortie a lieu le 26 octobre 2001, le 21 novembre 2001 en France et le 9 janvier 2002 en Belgique.
En Amérique du Nord, le film est vu par plus de 1 300 000 spectateurs aux États-Unis et par environ 30 000 spectateurs au Québec ; en Europe, les meilleurs résultats sont effectués en France où il attire plus de 800 000 spectateurs. Mulholland Drive rapporte finalement 20 112 339 dollars au box-office mondial pour un budget estimé à 15 000 000 dollars.
| Pays        | Entrées   | Pays               | Entrées | Pays             | Entrées            |
| ----------- | --------- | ------------------ | ------- | ---------------- | ------------------ |
| États-Unis  | 1 331 284 | Suisse             | 86 769  | Norvège          | 27 036             |
| France      | 814 748   | Pays-Bas           | 67 558  | Roumanie         | 13 509             |
| Allemagne   | 325 707   | République tchèque | 50 400  | Slovaquie        | 10 050             |
| Royaume-Uni | 259 352   | Suède              | 47 632  | Estonie          | 5 118              |
| Espagne     | 212 728   | Turquie            | 43 855  | Finlande         | 4 380              |
| Pologne     | 191 851   | Danemark           | 30 994  | Bulgarie         | 4 226              |
| Italie      | 166 716   | Québec             | 30 575  | Islande          | 3 837              |
| Belgique    | 139 036   | Hongrie            | 29 897  | Recette mondiale | 20 112 339 dollars |

### Accueil critique
Depuis sa sortie, Mulholland Drive a « concentré parmi les qualificatifs les plus sévères et les éloges les plus affirmés de l'histoire cinématographique récente » selon les universitaires Jay Lentzner et Donald Ross. Sur le site d'agrégation de critiques Rotten Tomatoes, le film obtient un taux d'approbation de 84 % sur la base de 262 critiques, avec une note moyenne de 8/10. Le consensus critique du site indique que « Mulholland Drive, l'onirique et mystérieux film de David Lynch, est un néo-noir tortueux à la structure non conventionnelle qui bénéficie d'une performance envoûtante de Naomi Watts dans le rôle d'une femme en marge de Hollywood »,. Sur Metacritic, le film obtient une note moyenne pondérée de 87 sur 100 sur la base de 37 critiques, ce qui indique une « acclamation universelle ». Télérama situe le film à la quatrième place de son classement des 100 meilleurs films de l’histoire.
De nombreux critiques saluent le film : Roger Ebert du Chicago Sun-Times, qui avait jusque-là proposé des avis mitigés ou négatifs sur les précédents films de David Lynch, donne quatre étoiles sur quatre à Mulholland Drive. Il écrit : « Tous les précédents travaux de David Lynch devaient permettre d'aboutir à Mulholland Drive, et maintenant qu'il est arrivé à ce stade je lui pardonne pour Sailor et Lula [1990] et même Lost Highway [1997]. […] Le film est un paysage imaginaire surréaliste à la manière du film noir hollywoodien ; moins le sens est évident, plus il est difficile d'arrêter de regarder »,. En novembre 2012, Ebert place Mulholland Drive dans sa liste de Great Movies. Dans le New York Times, Stephen Holden dit que le film « se hisse à la hauteur du Huit et demi de Fellini et de plusieurs autres fantaisies d'auteurs et prend la forme d'une introspection monumentale »,. Il ajoute que l'œuvre, quand elle est observée avec légèreté, présente une facette de « carnaval cinématographique » mais qu'approchée avec plus de gravité elle devient une « enquête sur le pouvoir du cinéma déchirant le vide duquel on entend les cris d'un démon vorace dont les appétits ne peuvent jamais être comblé »,. Dans le San Francisco Chronicle, Edward Guthmann évoque un film « exaltant […] grâce à ses images oniriques et à une imagination furieuse et souvent imprudente » et ajoute qu'« il y a une qualité envoûtante dans son rythme languissant, son sens du pressentiment et son atmosphère perdue dans le temps […] [Mulholland Drive] nous tient en haleine et nous amuse tout au long de ses 146 minutes loufoques, luxuriantes et exaspérantes [et] prouve que Lynch est en pleine forme — et toujours aussi habile pour nous mettre sur les nerfs »,. Toutefois, l'auteur estime que Mulholland Drive reste inférieur à Blue Velvet.
Dans le magazine Rolling Stone, Peter Travers écrit que Mulholland Drive « ravive le cinéma. Ce plaisir coupable est une nouvelle réussite éclatante de Lynch et l'un des meilleurs films d'une piètre année. L'audace visionnaire, l'érotisme intense et les couleurs qui ressortent comme celles du rouge à lèvres d'une prostituée ne se trouvent nulle part ailleurs »,. James Hoberman de The Village Voice qualifie le long-métrage de « fantasmagorie voluptueuse » et en fait « le plus puissant film de Lynch depuis Blue Velvet et peut-être Eraserhead. Tous les éléments qui déjouaient son cinéma de bad-boy rockabilly dans le désastreux Lost Highway — c'est-à-dire l'atmosphère d'une menace flottante, la vaine transmigration des âmes, le retrait provocateur des sutures de l'intrigue, des univers alternatifs de pacotille — sont ici réhabilités de façon brillante »,.
Bien qu'il reçoive une large majorité de critiques positives, Mulholland Drive rencontre aussi ses détracteurs. Ainsi, Rex Reed officiant au New York Observer affirme qu'il s'agit du plus mauvais film qu'il a visionné au cours de l'année 2001 : il le qualifie d'« accumulation de déchets idiots et incohérents »,. Dans le magazine New York, Peter Rainer n'est pas beaucoup plus convaincu : « Même si je le préfère à d'autres de ses foires imaginaires, ce film reste un voyage plutôt moribond »,. Rainer souhaite également un renouvellement dans les thèmes choisis par le réalisateur. Desson Howe du Washington Post y voit une œuvre incohérente et prétentieuse. Dans Variety, Todd McCarthy est plus partagé : s'il apprécie « l'humour bizarre, les ressorts dramatiques », il regrette en revanche la plongée dans le monde imaginaire de Lynch (« Lynchian fantasyland ») qui coïncide avec la disparition de la cohérence narrative dans les 45 dernières minutes. Le critique américain James Berardinelli accuse le réalisateur de tromper son public : « Il fait un mélange de tout avec pour seul objectif de nous perdre. Rien n'a de sens parce que rien n'est supposé en avoir. Il n'y a ni but ni logique entre les événements. Lynch nous fait une grosse farce »,. Le théoricien du cinéma Ray Carney associe les failles narratives, les retournements de situation, et les doubles à l'absence de profondeur des personnages.
La presse francophone partage en général des avis très positifs. Dans les Cahiers du cinéma, le critique Thierry Jousse évoque la naissance d'une « fascination qui n'est pas près de se dissiper ». Louis Guichard de Télérama parle de « l'envie irrésistible de revoir ce film schizo et parano, grisant et vénéneux, qui fait un mal monstre et un bien fou ». Dans Le Soir, Philippe Manche qualifie le film de « magnifique et envoûtant ». En Suisse, L'Express évoque une « incroyable construction cinématographique ». Sur le site francophone Allociné, les 19 critiques de presse réunies donnent une note de 4,7 sur 5.

## Distinctions
David Lynch est nommé à l'Oscar du meilleur réalisateur pour Mulholland Drive. Le film est nommé à quatre reprises aux Golden Globes, dans les catégories du meilleur film dramatique, de la meilleure réalisation et du meilleur scénario. Il est nommé au prix du meilleur film au New York Film Critics Circle 2001 et par la Online Film Critics Society.

### Récompenses
- BAFTA 2002 : Meilleur montage pour Mary Sweeney[77]
- Festival de Cannes 2001 : Prix de la mise en scène pour David Lynch, ex æquo avec The Barber de Joel et Ethan Coen[51]
- César 2002 : Meilleur film étranger[78]
- ALMA Awards 2001 : Meilleure actrice pour Laura Harring[79]
- Chicago Film Critics Association Awards 2001[80] :
  - Meilleur film
  - Meilleur réalisateur pour David Lynch
  - Meilleure actrice pour Naomi Watts
- Independent Spirit Awards 2001 : Meilleure photographie pour Peter Deming[81]
- Los Angeles Film Critics Association 2001 : Meilleure réalisation pour David Lynch[82]
- National Society of Film Critics Awards 2001[83] :
  - Meilleur film
  - Meilleure actrice pour Naomi Watts
- New York Film Critics Circle 2001 : Meilleur film
- Online Film Critics Society :
  - Meilleur film
  - Meilleur réalisateur pour David Lynch
  - Meilleur scénario original pour David Lynch
  - Meilleure actrice pour Naomi Watts
  - Meilleure révélation pour Naomi Watts
  - Meilleure musique pour Angelo Badalamenti

### Nominations
- Oscars 2002 : Meilleur réalisateur pour David Lynch[75]
- Golden Globes 2002[76] : 
  - Meilleur film dramatique
  - Meilleure réalisation pour David Lynch
  - Meilleur scénario pour David Lynch
  - Meilleure musique de film pour Angelo Badalamenti
- AFI Awards 2002[35] :
  - Film de l'année AFI
  - Réalisateur de l'année pour David Lynch
  - Actrice de l'année pour Naomi Watts
  - Compositeur de l'année pour Angelo Badalamenti
- BAFTA 2002 : Meilleure musique de film pour Angelo Badalamenti[77]
- National Society of Film Critics Awards 2001[83] :
  - Meilleur réalisateur pour David Lynch
  - Meilleure photographie pour Peter Deming
- Online Film Critics Society :
  - Meilleure photographie pour Peter Deming

## Éditions en vidéo
Le DVD du film sort en avril 2002 aux États-Unis et au Canada, et en septembre de la même année en France. Cette édition est dépourvue de chapitrage Lynch considérant que cela « démystifie » l'œuvre, au même titre que les commentaires audio. Malgré les craintes du réalisateur quant à une potentielle démystification, un feuillet contenant « Les 10 clés de David Lynch pour percer les secrets du film » est inséré dans la boîte ; selon un critique ces indices pourraient en fait être de « fausses pistes ». L'idée d'incorporer ce feuillet dans le DVD revient au distributeur Studiocanal ; Lynch a accepté après avoir l'assurance que ces indices seraient suffisamment abstraits. La qualité de l'image et du son est louée, mais l'absence de contenu supplémentaire est parfois regrettée. Les versions suivantes disposent d'un chapitrage, d'une interview du réalisateur à Cannes et une vidéo des moments forts de la première ; une édition HD DVD sort en mai 2007 en France.
La version Blu-ray du film est disponible en septembre 2010 en zone B, et est éditée par Studiocanal. Du contenu inédit accompagne cette édition : une introduction vidéo de Thierry Jousse ; un documentaire de 28 minutes intitulé In the Blue Box, qui présente une analyse du film par plusieurs réalisateurs et acteurs ; deux documentaires de 24 minutes chacun s'apparentant à des making-of (On the Road to Mulholland Drive et Back to Mulholland Drive) ; une interview de la productrice Mary Sweeney et deux du compositeur Angelo Badalamenti ; un livret de 20 pages contenant l'essai Mulholland and Drive d'Adam Woodward. Cette collection avait déjà accueilli un précédent film de David Lynch : Elephant Man.
En octobre 2015, le film est proposé en format DVD et Blu-ray dans la prestigieuse Criterion Collection dans une version restaurée en résolution 4K sous la direction du réalisateur et du directeur de la photographie Peter Deming. Cette nouvelle édition inclut des interviews inédites avec des membres de l'équipe de tournage, des scènes supprimées et un extrait de l'ouvrage Lynch on Lynch de Chris Rodley. La grande qualité de cette édition est saluée, la méticulosité de Lynch vis-à-vis des éditions en vidéo étant évoquée comme l'une des raisons possibles de cette réussite. Cette restauration 4K est ensuite exploitée en France en DVD et Blu-ray par Studio Canal, en juin 2017, avec des bonus reprenant en grande partie ceux du Blu-ray 2010 mais aussi deux interviews de l'édition Criterion 2015.
Le 11 août 2021, Criterion annonce que six films vont bénéficier d'une sortie en 4K Ultra HD, parmi lesquels Mulholland Drive. Criterion précise que chaque titre sera disponible dans un combo pack 4K UHD+Blu-ray comprenant un disque 4K UHD du long métrage ainsi que le film et des bonus sur le Blu-ray d'accompagnement. Criterion confirme le 16 août que Mulholland Drive va sortir le 16 novembre sous forme de pack de disques 4K et Blu-ray.

## Analyse

### Personnages principaux

#### Betty Elms (Naomi Watts)

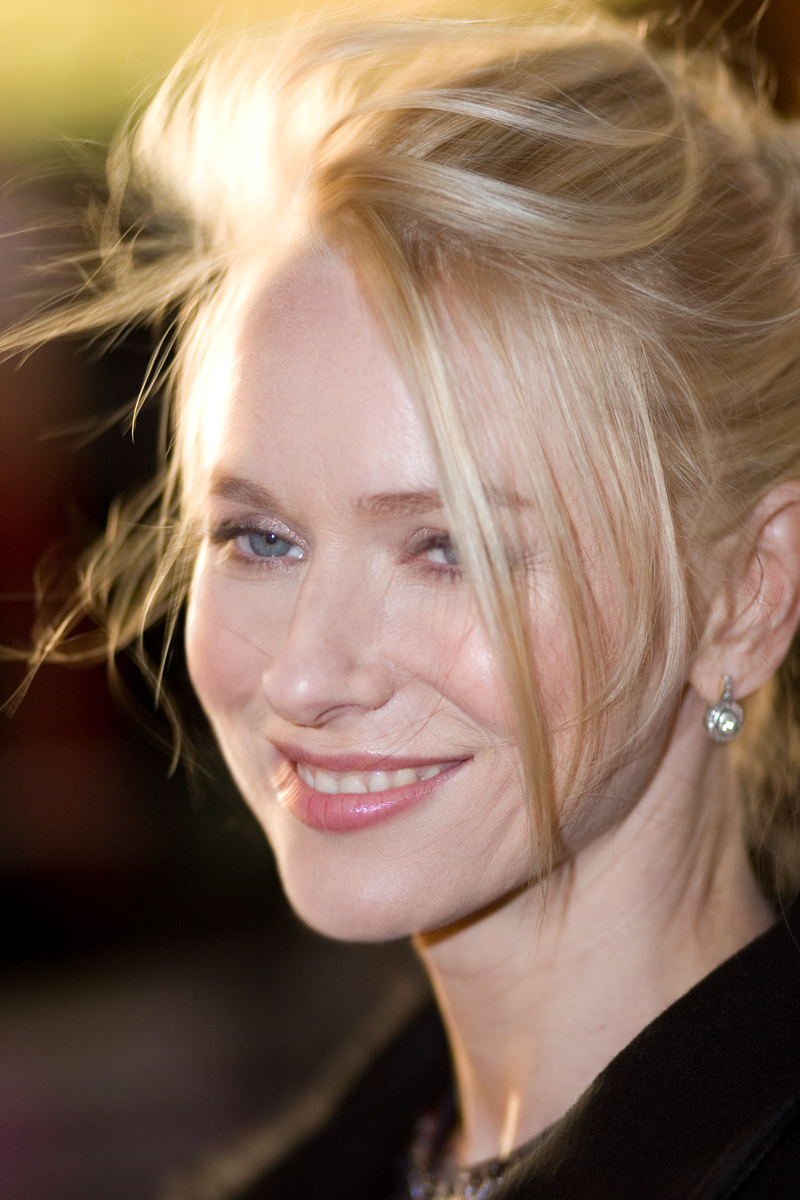
Naomi Watts interprète Betty Elms et Diane Selwyn.

Betty Elms est la nouvelle venue à Los Angeles. Cette jeune femme chaleureuse et talentueuse est à la fois « saine, optimiste et résolue à prendre la ville d'assaut », mais aussi « ridiculement naïve »,. Sa façon intrépide et presque enjouée de venir en aide à Rita car il s'agit de la bonne chose à faire peut rappeler l'héroïne de romans policiers Alice Roy (Nancy Drew en version originale),,.
Au début du film, tout son personnage repose sur le cliché de la fille naïve issue d'une bourgade. Mais c'est pourtant l'identité de Betty, ou la perte de celle-ci, qui est l'un des points centraux de l'œuvre. Selon la critique Amy Taubin, le rôle de Betty est de personnifier le conscient et l'inconscient du film lui-même. Pour interpréter son personnage, Naomi Watts s'est inspirée de Doris Day, de Tippi Hedren et de Kim Novak ; elle remarque que Betty est une adepte de sensations fortes, une femme qui « se retrouve dans un monde auquel elle n'appartient pas et qui est capable de prendre une nouvelle identité, même s'il s'agit de celle de quelqu'un d'autre »,. Une théorie propose ainsi que puisque Betty s'est insérée dans le système hollywoodien naïvement, mais avec avidité, elle est devenue une « actrice complice » ayant « étreint la structure même qui » l'a détruite.

« Je devais alors affirmer mes propres décisions à propos de ce que cela signifiait et de ce que traversait le personnage, de ce qui appartenait au rêve et ce qui était la réalité. Mon interprétation pourrait s'avérer complètement différente de celles de David et du public. Mais je devais faire en sorte que tout cela s'accorde, et les gens semblent trouver que ça fonctionne. »,

— Naomi Watts
Amy Taubin suggère que Betty puisse être une réincarnation de Sandy de Blue Velvet, un précédent film de Lynch : Deep River, en Ontario, est la ville d'origine de Betty, c'est également le nom de l'immeuble d'appartements dans lequel vit Dorothy, la femme fatale de Blue Velvet. S'étant libérée des contraintes de la petite ville, Sandy renaît en tant que Betty, elle est attirée par une femme brune et mystérieuse, et comme Dorothy, elle tombe amoureuse d'elle et s'égare.
Malgré ce que pourrait suggérer le caractère de son personnage, Betty fait preuve d'une grande ampleur et fait forte impression lors de son audition,. La scène d'abord répétée en échangeant les répliques avec Rita est « nulle », et « superficielle ; chaque réplique indigne de l'implication d'une véritable actrice ». Lors de cette répétition, Betty joue aussi faiblement que le texte est écrit. En entrant dans la pièce étroite où se tient l'audition, Betty est nerveuse, mais une fois face à son partenaire de jeu (Chad Everett), elle transforme le texte en une scène de puissante tension sexuelle qu'elle parvient à contrôler et à transmettre à tous ceux présents dans la pièce. Quand la scène se termine, la dimension sexuelle disparaît instantanément ; Betty se tient debout et attend timidement les commentaires. L'analyse du critique George Toles explique que la révélation de la capacité cachée de Betty vole la vedette au personnage de Rita en s'arrogeant sa dimension mystérieuse ; cet élément indiquerait aussi le goût de Lynch pour les personnages trompeurs. Selon Ruth Perlmutter, les capacités d'actrice de Betty incitent à se demander si elle ne joue pas le rôle de Diane dans un rêve ou dans une parodie de film qui se retourne finalement contre elle.

#### Rita (Laura Elena Harring)

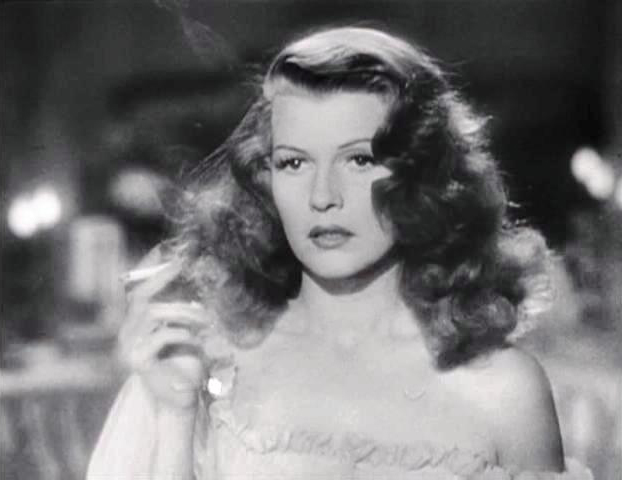
C'est en voyant le reflet de l'affiche de Gilda présentant Rita Hayworth que Rita choisit ce nom.

Le personnage de Rita est à la fois celui qui s'apparente à la victime sans défense et mystérieuse, mais il s'agit aussi du stéréotype de la femme fatale à la beauté sombre. Ainsi, le critique Roger Ebert est si impressionné par la performance de Laura Harring qu'il déclare : « tout ce qu'elle a à faire c'est de rester là et, en 55 ans, il s'agit du premier argument convaincant pour un remake de Gilda »,. Rita est l'objet de désir, en opposition directe avec l'assurance affirmée de Betty. Elle est aussi le premier personnage auquel le public peut s'identifier : étant montrée dans un état de confusion et de peur, ne sachant pas qui elle est réellement et ne comprenant pas ce qui se passe autour d'elle, elle pourrait symboliser le désir de donner du sens au film à travers la quête de son identité. Sans utiliser la menace, Rita parvient à ce que Betty la couve, la console et lui apporte son aide. Son amnésie en fait un personnage évidé qu'un critique qualifie de « vide associé à une beauté incroyable et à la volonté du spectateur d'y projeter toutes sortes de combinaisons supposant le bien ou le mal »,. Puisqu'elle a perdu la mémoire et ne peut pas se reposer sur un cadre référentiel pour savoir comment se comporter, l'analyse de ce personnage montre que ce sont ses actions qui sont les plus sincères de la première partie de l'œuvre. Cependant, Todd McGowan, auteur d'un ouvrage sur les thèmes dans les films de Lynch, considère que la première partie de Mulholland Drive peut s'entendre comme issue de l'imagination de Rita, jusqu'à ce que survienne Diane Selwyn ; Betty est alors vue comme un objet permettant à Rita de dépasser son anxiété vis-à-vis de sa perte d'identité. Selon l'historien du cinéma Steven Dillon, Rita est la transformation imaginée par Diane d'une ancienne colocataire : une scène fait état d'un conflit entre Diane et ladite colocataire, cette dernière ramasse ses effets personnels avant de s'en aller, et cela coïncide avec l'arrivée de Rita dans la villa.
Lorsque Rita et Betty découvrent le corps en décomposition, elles s'enfuient de cet appartement et l'image se trouble puis se recompose à plusieurs reprises. David Roche estime que l'absence d'identité de Rita entraîne une rupture qui « survient non seulement au niveau du personnage, mais aussi au niveau de l'image ; l'usage d'effets spéciaux fragmentant leur image et réverbérant leur voix semble permettre à la caméra de communiquer l'état mental des personnages »,. Elles rentrent immédiatement chez la tante de Betty. Rita se coupe les cheveux et enfile une perruque blonde afin de se déguiser, mais cela augmente aussi considérablement sa ressemblance avec Betty. Cette transformation peut être envisagée comme le mélange des deux identités. Des indices visuels viennent étayer cette hypothèse, comme certains angles de caméra qui approchent leur visage au point qu'ils n'en forment presque qu'un seul. Un autre élément s'accorde à cette théorie ; après la scène d'amour, la personnalité de Rita est plus affirmée qu'auparavant, c'est bien elle qui insiste pour se rendre au Club Silencio à deux heures du matin. Cette position de supériorité serait alors un signe avant-coureur de la domination totale qu'exerce plus tard Camilla.

#### Diane Selwyn (Naomi Watts)
Diane Selwyn est une femme dépressive et passablement frustrée : elle vit dans l'ombre de Camilla qu'elle idolâtre et aime, mais qui ne lui rend pas son affection. Elle est la plupart du temps considérée comme la version réelle de la trop parfaite Betty, ou bien il pourrait s'agir d'une version décadente de Betty après avoir vécu trop longtemps à Hollywood. Selon Steven Dillon, le scénario du film « fait de Rita le réceptacle idéal pour les fantasmes de Diane », mais puisque Rita est elle-même vide, Diane « s'est engagée dans la vacuité », ce qui l'entraîne dans une forme de dépression puis la pousse à se suicider. Diane est alors vue comme la personnification de l'insatisfaction comme l'illustre la scène de masturbation où elle ne parvient pas à atteindre l'orgasme. Cette scène montre « à travers des plans saccadés et troubles sur le mur de pierre, non seulement ses larmes et son humiliation, mais aussi la désintégration de son fantasme et son désir grandissant de vengeance »,. Le dévouement de Diane envers Camilla pourrait aussi s'apparenter à une manifestation de narcissisme, puisque Camilla incarne tout ce que souhaite Diane et tout ce qu'elle veut être. Jeff Johnson, auteur d'un livre sur la morale dans le cinéma de Lynch, affirme que même si elle est présentée comme une femme faible et une véritable ratée, Diane est le seul personnage dont le code moral reste intact dans la seconde partie du film. Son sentiment de culpabilité et ses remords transparaissent dans son suicide et dans certains éléments de la première partie du film : l'effroi que ressent Rita, le cadavre en décomposition et le jeu d'illusions au Club Silencio indiquent que quelque chose va de travers dans le monde de Betty et de Rita. En s'émancipant vis-à-vis de Camilla, Diane meurt de son conditionnement moral.

#### Camilla Rhodes (Melissa George, Laura Elena Harring)

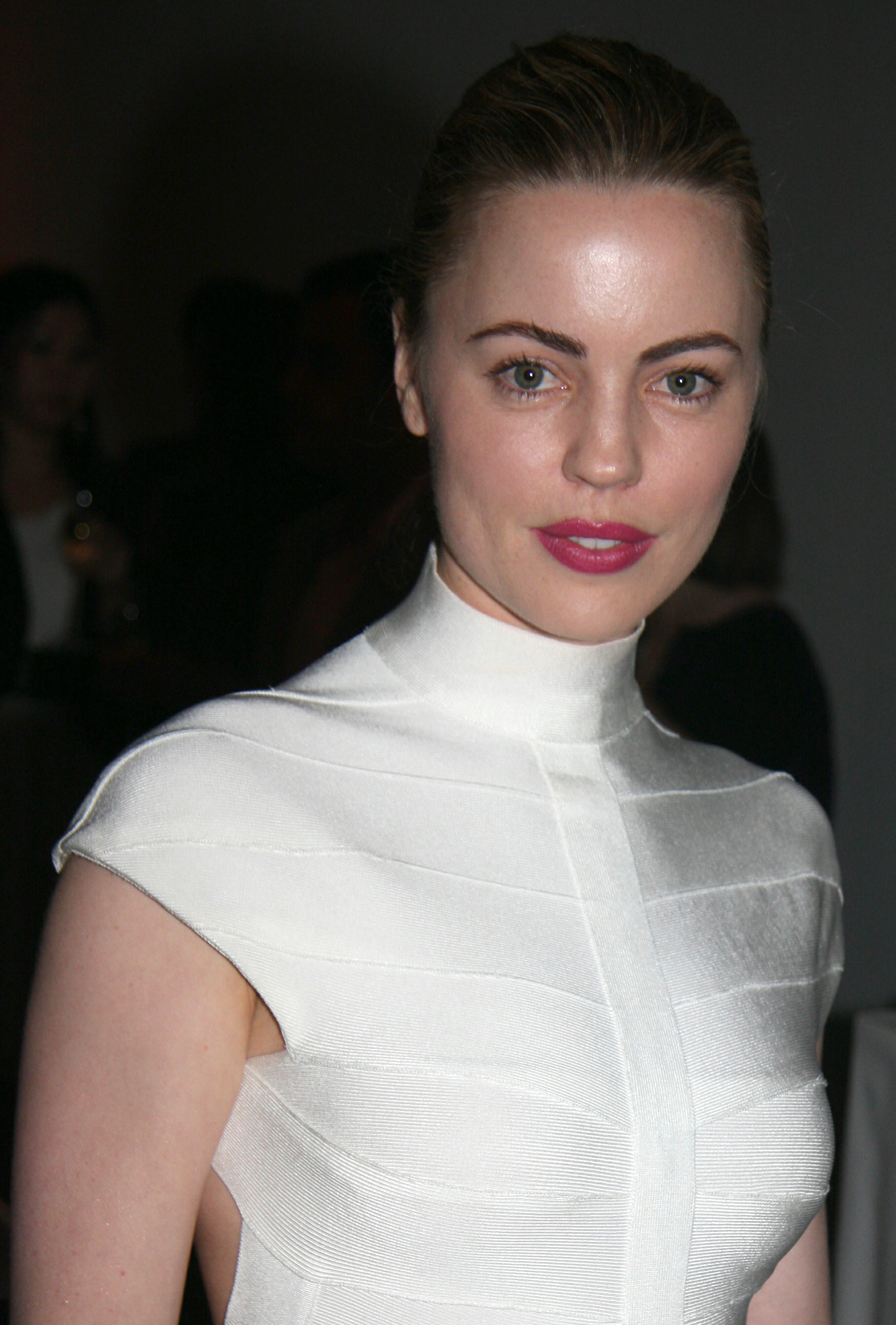
Melissa George interprète Camilla Rhodes, dans la première partie du film, et son amie blonde, dans la seconde partie.

Camilla Rhodes ne se résume pas à un nom et à un visage sur une photo que des mafieux menaçants veulent faire figurer dans le film d'Adam. Un critique qualifie Camilla de « nana insipide », elle est en effet presque invisible dans la première partie de Mulholland Drive, quand Melissa George incarne le personnage. Mais après l'ouverture de la boîte bleue, le rôle est interprété par Laura Elena Harring et Camilla prend une nouvelle ampleur : elle symbolise désormais « la trahison, l'humiliation et l'abandon »,, elle constitue l'objet de la frustration de Diane. Camilla contraste fortement avec Diane, la première est plus sensuelle que jamais et semble avoir « aspiré toute vie hors de Diane »,. Juste après avoir avoué à Diane qu'elle la rend folle, Camilla lui explique qu'elles doivent cesser leur relation. Lors d'une séance de tournage, Adam donne ses indications quant à la forme que doit prendre une scène de baiser entre Camilla et un autre acteur. Il demande que les différents techniciens évacuent le plateau, mais, à la demande de Camilla, Diane est autorisée ou invitée à rester. Adam embrasse alors Camilla afin de montrer à l'autre acteur comment procéder, mais le baiser prend le pas sur le tournage quand Adam demande d'éteindre les projecteurs. Au lieu de se venger de la terrible humiliation que lui a fait subir Camilla, comme cela est suggéré dans la conversation que Diane tient avec le tueur à gages incompétent, un critique considère Rita comme la représentation vulnérable issue du désir de Diane pour Camilla.

#### Adam Kesher (Justin Theroux)
Adam Kesher est présenté sous la forme d'un réalisateur à succès « vaguement arrogant » qui subit des humiliations les unes après les autres. Justin Theroux déclare à propos de son rôle : « Il est en quelque sorte le personnage du film qui ne comprend rien à ce qui se passe. Je pense que c'est à ce type que le public dit « Je suis comme toi en ce moment. Je ne sais pas pourquoi on te fait tant souffrir » »,. En effet, après la perte du contrôle artistique de son film, sa femme le trompe avec l'homme chargé de nettoyer sa piscine (interprété par Billy Ray Cyrus), puis Adam se fait jeter de sa demeure surplombant Hollywood. Il se rend alors dans un hôtel miteux où il paie en espèces. Cependant, le tenancier vient bientôt frapper à sa porte et lui explique que son paiement par carte bancaire n'a pas été accepté par la banque qui a dépêché deux employés. Pompeux et vaniteux, Adam est le seul personnage dont la personnalité semble plus ou moins rester la même tout au long du film. Il est en même temps l'une des personnifications de Hollywood, et un maillon soumis au sein de ce système. Une analyse du personnage d'Adam affirme que puisqu'il a capitulé en acceptant de prendre Camilla Rhodes pour son film, la gaieté de Betty et sa capacité à aider Rita disparaissent : la responsabilité de son déclin incombe alors aux représentants des studios. Michel Chion souligne combien, dans la filmographie de David Lynch, « on est loin des héros fervents et idéalistes joués par Kyle MacLachlan (Dune, Blue Velvet, Twin Peaks) ».
D'autres personnages de moindre importance ont fait pression sur Adam pour qu'il inclue Camilla Rhodes dans son film : il s'agit du Cowboy (joué par Monty Montgomery, crédité en tant que Lafayette Montgomery), des Frères Castigliane (Dan Hedaya et Angelo Badalamenti), ainsi que de Mr. Roque (Michael J. Anderson). Pour plusieurs universitaires du cinéma, ces personnages incarnent la mort de la créativité et dépeignent « l'industrie [cinématographique] comme un système hiérarchique clos où la source ultime de pouvoir reste dissimulée derrière un ensemble de représentants »,,,. Ann Miller qui tient le rôle de Coco, la propriétaire qui accueille Betty dans sa nouvelle résidence, s'apparente à la vieille garde hollywoodienne qui protège la nouvelle venue dans la première partie de l'œuvre. Au contraire, à la fin du film, Ann Miller interprète la mère d'Adam Kesher qui réprimande Diane pour être arrivée en retard à la réception et qui l'écoute à peine lorsque celle-ci raconte ses débuts en tant qu'actrice.

### Thèmes et interprétations
En qualifiant succinctement son film d'« histoire d'amour dans la cité des rêves »,, David Lynch se refuse à proposer des commentaires quant à la signification et au symbolisme de l'œuvre : cela entraîne de nombreux débats et des interprétations multiples. David Sterritt, critique au Christian Science Monitor, s'accorde avec Lynch pour dire que le réalisateur « a insisté sur le fait que Mulholland Drive raconte une histoire cohérente et compréhensible », contrairement à certains films plus anciens de Lynch. Néanmoins, Justin Theroux suppose que Lynch apprécie la variété des significations que les spectateurs perçoivent : « Je pense qu'il est sincèrement heureux que cela puisse signifier ce que l'on veut. Il apprécie quand les gens trouvent des interprétations franchement bizarres. David travaille à partir de son subconscient ». Le critique du New York Times Anthony Oliver Scott écrit que l'œuvre agit comme une « libération enivrante des sens, avec des instants d'autant plus puissants qu'ils semblent émerger de la nuit obscure du monde de l'inconscient »,.

#### Interprétations mettant en jeu des rêves ou réalités alternatives

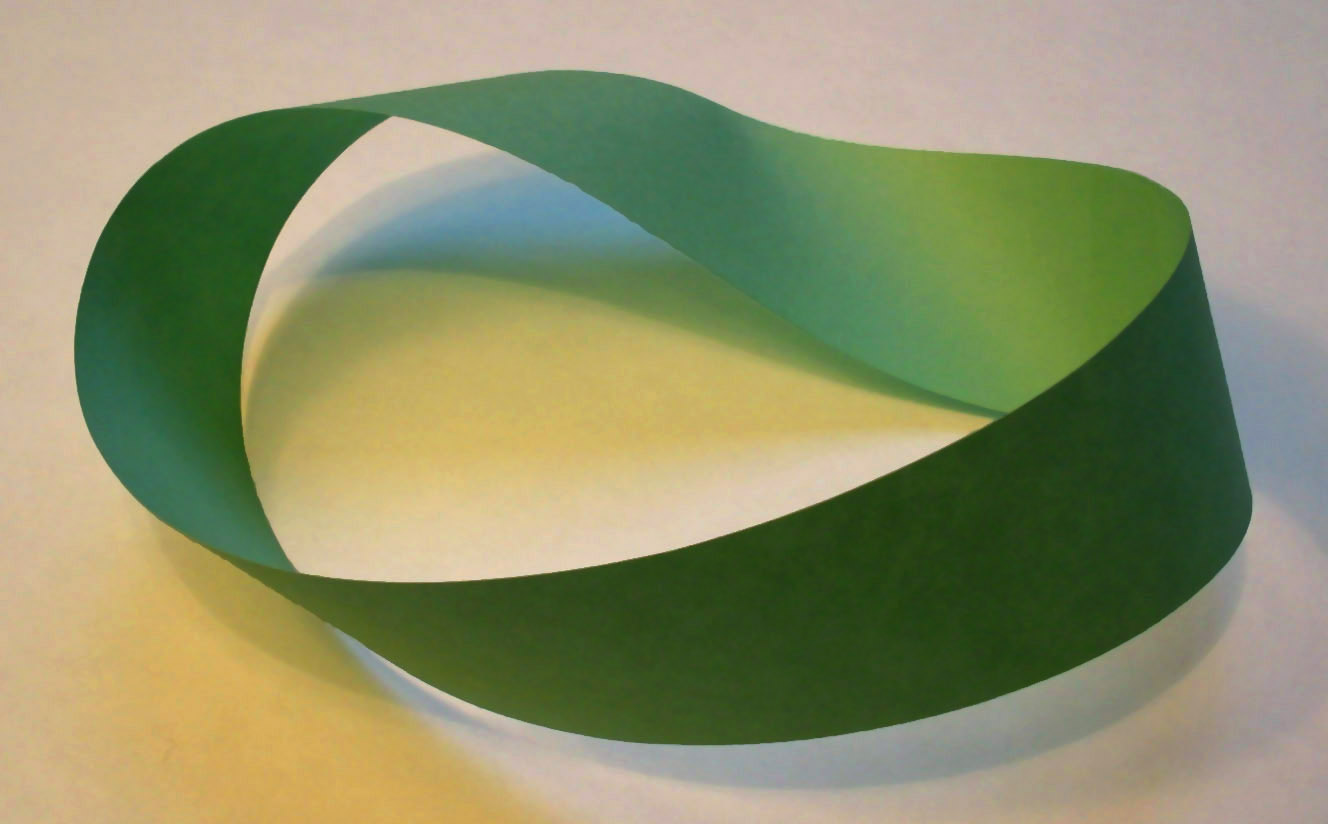
La figure du ruban de Möbius est souvent utilisée pour décrire la structure narrative du film.

Une des premières interprétations du film s'appuie sur l'analyse des rêves afin d'expliquer que la première partie de l'œuvre est rêvée par la véritable Diane Selwyn : celle-ci a trouvé dans l'innocente et prometteuse « Betty Elms » son alter ego onirique ; elle reconstruit son histoire et sa personnalité à la manière d'un vieux film hollywoodien. Dans le rêve, Betty trouve le succès, elle est séduisante et mène l'existence fantasmée d'une actrice appelée à devenir célèbre. Le dernier cinquième du film, à partir de l'ouverture de la boite bleue, expose la morne, mais véritable vie de Diane : elle connaît un échec à la fois personnel et professionnel. Elle organise l'assassinat de Camilla, son ancienne amante, mais incapable de faire face à la culpabilité, elle l'imagine à nouveau comme la femme dépendante, malléable et amnésique qu'est Rita. Cependant, des indices sur cette inévitable disparition ne cessent d'apparaître au cours de son rêve.
Cette interprétation est similaire à celle que Naomi Watts a formulée dans un entretien : « Je pensais que Diane était le personnage réel et que Betty était la personne qu'elle aurait voulu être et qu'elle aurait imaginée en rêve. Rita est la demoiselle en détresse et elle a absolument besoin de Betty, Betty la maîtrise comme si elle n'était qu'une poupée. Rita est la représentation fantasmée de Camilla par Betty »,. Les premières expériences de Watts à Hollywood forment un parallèle à celles de Diane. Avant de connaître le succès, elle a essuyé des échecs sur le plan professionnel, effectué des auditions pour des rôles qu'elle pensait inaccessibles, et rencontré des gens ne respectant pas leurs engagements. Elle se souvient : « Il existait beaucoup de promesses, mais rien ne s'est en fait produit. Je vins à manquer d'argent et devins plutôt isolée »,.
Le journal britannique The Guardian a interrogé six critiques de renom pour connaître leur propre interprétation du sens général de Mulholland Drive. Neil Roberts du Sun et Tom Charity de Time Out souscrivent à la théorie selon laquelle Betty est la représentation par Diane d'une vie plus heureuse. Roger Ebert et Jonathan Ross semblent accepter cette interprétation, mais tous deux hésitent à surinterpréter le film. Ebert spécifie : « Il n'y a pas d'explication. Peut-être n'y a-t-il même pas de mystère »,. Ross remarque que certaines intrigues sont des impasses : « Peut-être qu'il s'agissait de restes du pilote que cela devait être à l'origine, ou bien ces éléments pourraient être les non sequiturs et le subconscient des rêves »,. Philip French de The Observer y voit une allusion à la tragédie de Hollywood, tandis que Jane Douglas de la BBC repousse la théorie de la vie de Betty comme rêve de Diane ; elle avertit également du risque de trop analyser.
La sociologue Siobhan Lyons rejette également la théorie du rêve, affirmant qu'il s'agit d'une « interprétation superficielle [qui] affaiblit la force de la réalité absurde qui caractérise souvent l'univers de Lynch »,. Lyons pense plutôt que Betty et Diane sont en fait deux personnes différentes qui se ressemblent, un motif courant parmi les vedettes hollywoodiennes. Une interprétation similaire fait exister Betty et Rita d'une part, Diane et Camilla d'autre part, dans des univers parallèles qui communiquent parfois entre eux. Une autre théorie est que la narration représente un ruban de Möbius, une bande subissant une torsion et qui ne présente ni commencement ni fin,. Cette référence géométrique avait déjà été utilisée pour décrire la structure narrative de Lost Highway. Ou bien alors le film dans son ensemble est un rêve, mais le rêveur est inconnu. La répétition de renvois à des lits, à des chambres et au sommeil symbolise la forte influence des rêves. Rita s'endort à plusieurs reprises ; ces moments d'endormissement sont séparés par des scènes sans rapport visible : les clients qui discutent au restaurant Winkie's, l'arrivée de Betty à Los Angeles, la scène du tueur à gages incompétent. Cela pourrait suggérer que Rita rêve ces passages. Le plan d'ouverture du film zoome sur un lit occupé par un dormeur inconnu : cela nécessite, selon la spécialiste de cinéma Ruth Perlmutter, de s'interroger sur le rapport à la réalité de ce qui suit. Kelly Bulkeley, professeur d'étude des rêves, affirme que la première scène au restaurant, qui est la seule où le rêve est explicitement mentionné, illustre « la vérité révélatrice et l'incertitude épistémologique du film de Lynch »,. L'être monstrueux du rêve, sujet de la conversation des hommes au restaurant, apparaît à nouveau à la fin du film, juste avant et juste après que Diane se suicide. Bulkeley soutient que cette seule discussion sur les rêves dans cette scène offre une ouverture vers « un nouveau moyen de comprendre tout ce qui se produit dans le film »,. Lynch explique que l'idée de ce personnage de clochard effrayant lui est venue des « ondes bizarres » qu'il ressentait quand il prenait son petit-déjeuner au Winkie's, qui renvoie au Denny's Restaurant sur Sunset Boulevard.
Le philosophe et théoricien du cinéma Robert Sinnerbrink constate que les images suivant le suicide apparent de Diane ébranlent l'interprétation « rêve et réalité ». Après que Diane a tiré, le lit est recouvert de volutes de fumée, puis Betty et Rita se sourient mutuellement. Une femme perchée sur le balcon du Club Silencio murmure ensuite « Silencio » alors que l'écran redevient noir. Sinnerbrink écrit que « les images finales flottent dans une zone indéterminée entre imagination et réalité, qui est peut-être l'authentique dimension métaphysique de l'image cinématographique », il évoque aussi la possibilité que cette « dernière séquence comprenne les images fantasmées par la conscience mourante de Diane, se concluant par le véritable moment de sa mort : l'ultime Silencio »,. Le théoricien du cinéma Andrew Hageman, se référant à cette même séquence, expose l'idée que « la coda de quatre-vingt-dix secondes qui suit le suicide de Betty/Diane est un espace cinématographique qui subsiste après que les rideaux se sont refermés sur sa conscience vivante, et cet espace persistant est le théâtre même où l'illusion de l'illusion est continuellement démasquée »,.
Un autre théoricien du cinéma, David Roche, écrit que les œuvres de Lynch ne racontent pas simplement des histoires policières, mais qu'elles forcent plutôt le spectateur à se faire enquêteur afin de donner un sens à la narration. Ainsi Mulholland Drive, comme les autres films de Lynch, frustre « le besoin du spectateur d'une diégèse rationnelle en jouant sur la méprise du spectateur pour qui la narration est synonyme de diégèse »,. Avec les films de Lynch, le spectateur est toujours « un cran en retard par rapport à la narration » et par conséquent « la narration l'emporte sur la diégèse »,. Roche remarque également que de nombreux mystères soulevés dans le film demeurent sans réponse par les personnages qui sont confrontés à des impasses, comme Betty et Rita, ou bien qui cèdent à la pression comme Adam. Même si le public continue à chercher un sens à l'histoire, les personnages n'essaient plus de résoudre leurs mystères. Roche en conclut que Mulholland Drive est un film à énigme non pas parce qu'il permet au public de trouver la solution à un problème, mais parce que le film lui-même est un mystère qui forme un ensemble « par la volonté d'enquêteur du spectateur qui veut tirer un sens » du film.

#### Une réflexion sur Hollywood

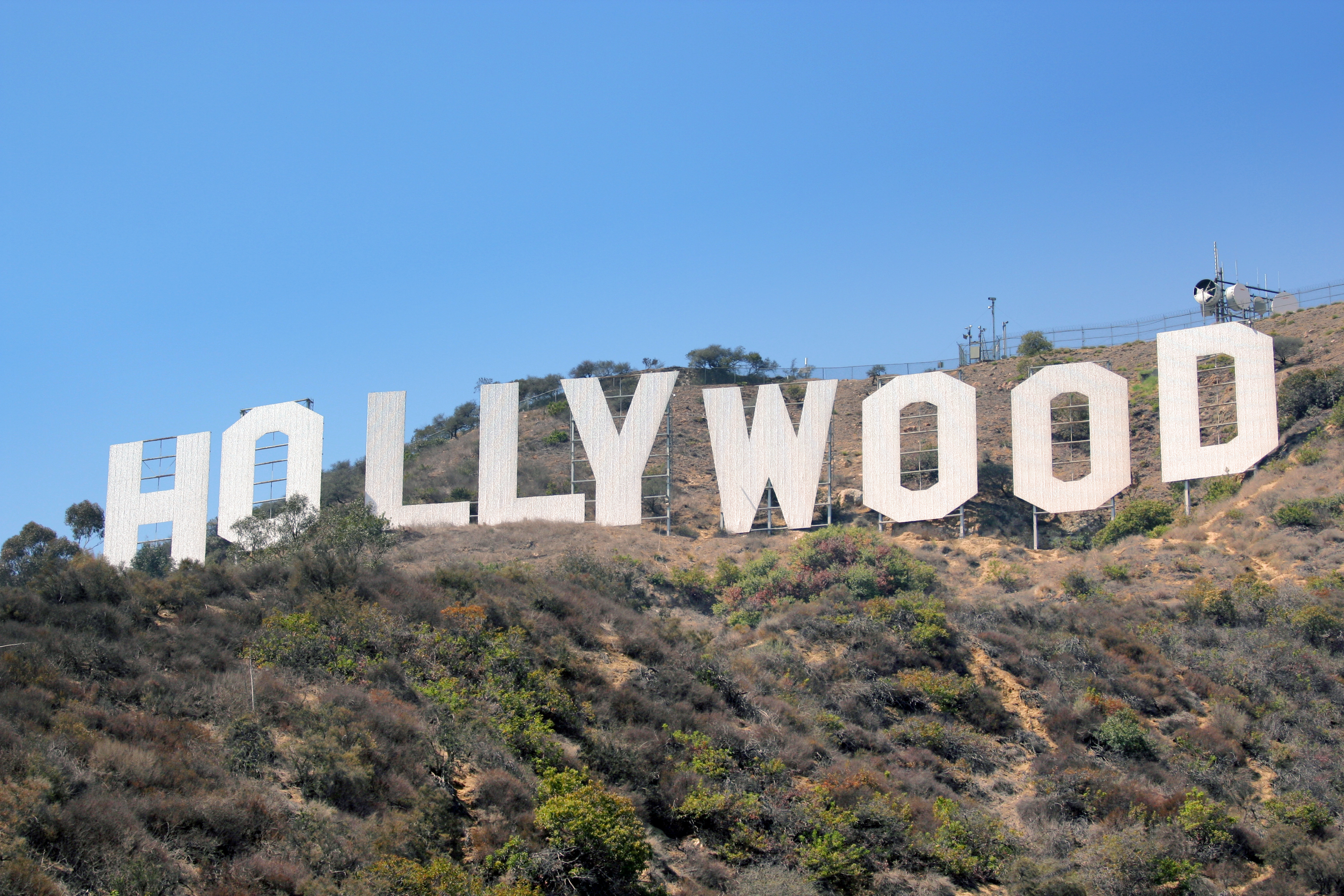
Hollywood est au cœur de l'intrigue, à la fois en tant que lieu emblématique et en tant que centre de l'industrie cinématographique.

Malgré la prolifération de théories, les critiques remarquent qu'aucune explication n'est satisfaisante au vu de tous les détails lacunaires et des interrogations surgissant du film. Pour Stephen Holden du New York Times, « Mulholland Drive a peu à voir avec la vie amoureuse ou l'ambition professionnelle de n'importe quel personnage. Le film présente une réflexion à l'approfondissement croissant sur l'attrait qu'exerce Hollywood et sur la multiplicité des jeux de rôle et d'invention de soi que promet l'acte d'aller voir un film […] Quel plus grand pouvoir que celui de pénétrer et de paramétrer la vie onirique de la culture ? »,. James Hoberman de The Village Voice fait écho à ce jugement et qualifie le film d'« amoureux toxique pour Hollywood »,.
Mulholland Drive a pu être comparé au classique de 1950 de Billy Wilder, Boulevard du crépuscule (Sunset Boulevard en version originale) auquel il rend hommage par son titre même. Ce film noir conte également une histoire de rêves brisés à Hollywood,, ; au début du film de Lynch, le spectateur remarque que Rita traverse Sunset Boulevard de nuit. En plus des titres qui empruntent le nom de rues célèbres de Los Angeles, Mulholland Drive est « le seul récit de Lynch s'intéressant à ce qui a également retenu l'attention de Wilder : la putréfaction humaine dans une ville aux illusions mortelles »,. Lynch a utilisé cette expression de « putréfaction humaine » à plusieurs reprises lors de la conférence de presse du Festival du film de New York en 2001. Le titre du film renvoie à une culture hollywoodienne mythique. Le réalisateur lui-même habite à proximité de Mulholland Drive, dans une interview il dit : « La nuit, on est sur le toit du monde. Dans la journée, on est aussi sur le toit du monde, mais c'est mystérieux, et un brin inquiétant quand le parcours atteint des endroits reculés. On ressent l'histoire de Hollywood sur cette route »,. Watts a également côtoyé cette route avant que sa carrière ne démarre : « Je me rappelle avoir conduit le long de ces rues un grand nombre de fois, pleurant de tout mon cœur dans ma voiture et me demandant « Qu'est-ce que je fais ici ? » »,. Michel Chion inscrit le film de Lynch dans « une très abondante lignée » du cinéma hollywoodien des années 1990 où s'étaient illustrés Robert Altman (The Player), les frères Coen (Barton Fink) et Tim Burton (Ed Wood), « mais on peut aussi penser à l'inspiration morbide de Robert Aldrich (Le Démon des femmes) qui abordait déjà le thème du double à Hollywood ».
Le critique Gregory Weight avertit le spectateur d'une interprétation cynique des événements racontés dans le film : selon lui, Lynch montre plus que « la façade et qu'il croit que seuls le mal et la tromperie se cachent derrière »,. Si Lynch met en avant la tromperie, la manipulation et les mauvais prétextes dans la culture hollywoodienne, il insuffle également une dimension nostalgique au film et reconnaît que le véritable art provient de ce cinéma conventionnel auquel il rend hommage à travers le choix d'acteurs chevronnés comme Ann Miller, Lee Grant et Chad Everett. Il dépeint aussi Betty comme une actrice extraordinairement talentueuse dont les compétences sont découvertes par des gens puissants de l'industrie du divertissement. Steven Dillon effectue un commentaire comparant les positions contrastées entre la nostalgie perceptible dans le film et la putréfaction de Hollywood : il affirme que Mulholland Drive est une critique de la culture hollywoodienne en tant que condamnation de la « cinéphilie », c'est-à-dire la fascination de la création cinématographique et de l'imaginaire associé.
Harring a donné son interprétation après avoir visionné le film : « Quand je l'ai vu pour la première fois, j'ai pensé que cela racontait l'histoire des rêves, de l'illusion et de l'obsession qu'engendre Hollywood. Cela renvoie à l'idée que rien n'est jamais comme il semble, particulièrement l'idée d'être une star du cinéma à Hollywood. Les deuxième et troisième fois que j'ai vu le film, j'ai pensé que cela portait sur l'identité. Savons-nous qui nous sommes ? Et puis je n'ai cessé d'y apercevoir différents éléments […] Il n'y a pas de vérité ou d'erreur par rapport à ce que quelqu'un en retire ou bien ce qu'il s'imagine que le film expose réellement. C'est un film qui vous fait perpétuellement réfléchir et vous poser des questions. J'ai entendu à maintes reprises « C'est un film que je reverrai » ou encore « Vous devez revoir ce film ». C'est intrigant. On veut le comprendre, mais je crois que ce n'est pas un film qui doit être compris. Son objectif est atteint si l'on se pose des questions »,.

#### Une histoire d'amour
Les relations entre Betty et Rita et entre Diane et Camilla divisent les critiques : certains ont été véritablement émus par la sincérité qui s'en dégage alors que d'autres n'en font que peu de cas. Glenn Kenny, rédacteur de la critique du film pour l'édition américaine de Première, déclare que la relation entre Betty et Rita est « peut-être la relation amoureuse la plus saine et la plus positive jamais dépeinte dans un film de Lynch », ; Thierry Jousse des Cahiers du cinéma écrit que l'amour entre ces deux femmes est « d'un lyrisme pratiquement sans équivalent dans le cinéma contemporain »,. Le critique Philip Lopate indique que le rôle central de l'interlude romantique entre Betty et Rita est d'autant plus émouvant et délicat que Betty « comprend pour la première fois, ce qui l'étonne elle-même, que tout le dévouement et toute la curiosité qu'elle portait à l'autre femme avaient une fin : le désir […] Cet instant de beauté est rendu plus miraculeux encore à travers le gain de cette tendresse et l'éloignement de quoi que ce soit d'affreux »,. Une autre critique indique que « l'érotisme [de la scène] est si puissant qu'il recouvre l'ensemble du film et qu'il modifie la teinte de toutes les scènes précédentes et de toutes celles qui suivent »,. La chaîne de télévision américaine Independent Film Channel a choisi Betty et Rita comme couple romantique emblématique du cinéma des années 2000. Charles Taylor explique ce choix : « Betty et Rita sont souvent dépeintes à travers l'angle d'une lutte contre une noirceur si douce et si veloutée qu'elle s'apparente à un nimbe planant au-dessus de leur tête, prêt à les avaler si elles se réveillent du rêve qu'est le film. Et quand elles se font avaler, quand la fumée emplit le cadre comme si le soufre de l'enfer lui-même obscurcissait notre vision, nous avons l'impression que ce n'est pas une simple liaison amoureuse qui a été brisée, mais plutôt qu'une malédiction s'est abattue sur la beauté du monde »,.
Certains théoriciens du cinéma affirment que Lynch insère l'homosexualité dans la dimension esthétique et thématique du film. Le film non linéaire est « incapable de maintenir une cohérence narrative », comme l'affirme Lee Wallace, « le lesbianisme dissout les conventions idéologiques du réalisme narratif, fonctionnant comme un point d'échange pour les mondes narratifs contestataires dans le film élaboré de Lynch »,. La présence de miroirs et de sosies tout au long du film « sont des représentations communes du désir lesbien »,. La codépendance dans la relation entre Betty et Rita — proche de l'obsession pure et simple — a été comparée aux relations féminines dans deux films similaires, Persona (1966) d'Ingmar Bergman et Trois femmes (1977) de Robert Altman ; ces films dépeignent également les identités de femmes vulnérables qui s'emmêlent, s'échangent et finissent par fusionner : « Les couples de femmes se reflètent également l'un dans l'autre, leurs interactions mutuelles associant le culte du héros et le désir homosexuel »,. Lynch rend directement hommage à Persona dans la scène où Rita porte une perruque blonde, coiffée exactement comme les cheveux de Betty. Rita et Betty se regardent ensuite dans le miroir, « attirant l'attention sur leur ressemblance physique, reliant la séquence au thème de l'étreinte, de l'accouplement physique et de l'idée de fusion ou de dédoublement »,. Le miroir et le dédoublement, qui sont des thèmes proéminents tout au long du film, servent à rendre encore plus étranges la forme et le contenu du film.
Plusieurs théoriciens reprochent à Lynch de perpétuer les stéréotypes et les clichés sur les lesbiennes, les bisexuelles et les relations lesbiennes. Rita (la femme fatale) et Betty (l'écolière) représentent deux personnages lesbiens classiques. Heather Love identifie deux clichés clefs utilisés dans le film : « Lynch présente le lesbianisme sous sa forme innocente et expansive : le désir lesbien apparaît comme une grande aventure, une entrée dans un territoire glamour et inconnu »,. En même temps, il présente le triangle lesbien tragique, « dans lequel une femme attirante, mais indisponible largue une femme moins attirante qui est présentée comme exclusivement lesbienne », perpétuant ainsi le stéréotype de la bisexuelle qui « finit avec un homme »,. Maria San Filippo reconnaît que Lynch s'appuie sur les archétypes classiques du film noir pour développer la trahison finale de Camilla : ces archétypes « s'incrustent à tel point que les spectateurs sont immédiatement avertis que Rita n'est pas ce qu'elle semble être et que ce n'est qu'une question de temps avant qu'elle ne révèle sa nature fourbe »,. Pour Love, le désir exclusivement lesbien de Diane se situe « entre le succès et l'échec, entre la sexualité et l'abjection, voire entre la vie et la mort » si elle est rejetée. Diane constitue le cliché de la lesbienne tragique qui se languit du bisexuel dans la relation hétérosexuelle. Dans son analyse, Love note la réponse particulière des médias au contenu lesbien du film : « les critiques se sont particulièrement préoccupés des scènes de sexe présentes dans le film, comme s'il existait un concours pour déterminer qui apprécie le plus cette représentation du désir lesbien »,. Elle souligne que le film emploie un thème classique en littérature et au cinéma dans sa peinture des relations lesbiennes : Camilla est terriblement belle et abordable, elle rejette Diane et lui préfère Adam. La réaction commune au film suggère que les relations contrastées entre Betty et Rita d'une part, et entre Diane et Camilla d'autre part sont « à la fois comprises comme l'élément le plus sexuel au monde, mais aussi comme quelque chose de profondément triste et qui n'est en rien érotique » alors que « l'ordre hétérosexuel s'affirme et brise la femme abandonnée »,. La relation lesbienne modifie également l'image de femme fatale prêtée au personnage de Rita puisqu'elle semble perdre ses capacités destructrices vis-à-vis des hommes en leur préférant les femmes.
L'hétérosexualité comme élément primaire est importante dans la dernière moitié du film, car la fin ultime de la relation de Diane et Camilla découle du mariage du couple hétérosexuel. Lors de la fête d'Adam, ils commencent à annoncer que Camilla et Adam vont se marier ; à travers des rires et des baisers, la déclaration est retardée, car elle est évidente et attendue. La fermeture hétérosexuelle de la scène est interrompue par un changement de scène. Comme le suggère Lee Wallace, en planifiant un coup contre Camilla, « Diane contourne la clôture hétérosexuelle de l'histoire de l'industrie, mais seulement en passant dans son monde narratif, un acte qui s'avère fatal pour les deux femmes, les relations de cause à effet du thriller étant fondamentalement incompatibles avec l'intrigue du lesbianisme telle que le film la présente »,. Pour Joshua Bastian Cole, le personnage d'Adam sert de faire-valoir à Diane, ce qu'elle ne pourra jamais être, ce qui explique pourquoi Camilla la quitte. Dans son fantasme, Adam a sa propre intrigue secondaire qui mène à son humiliation. Si cette intrigue secondaire peut être comprise comme un fantasme de vengeance né de la jalousie, Cole soutient qu'il s'agit d'un exemple du regard transgenre de Diane : « Adam fonctionne comme un miroir — un objet masculin sur lequel Diane peut se projeter »,. Le contact visuel prolongé de Diane avec Dan au Winkie's est un autre exemple du regard transgenre. Pour Cole, « l'étrange reconnaissance de Dan par Diane, qui n'est pas tout à fait une identification, mais quelque chose d'autre, est trans dans sa ligne oblique, tracée entre des doubles impossibles » et leurs noms similaires (Dan/Diane), ce qui n'est pas une erreur. Il souligne que la compréhension lesbienne du film a éclipsé les interprétations trans potentielles ; sa lecture du regard trans de Diane est une contribution à la narration lesbienne du film.
Naomi Watts et Laura Harring se sont exprimées dans différents médias quant à la relation qu'entretiennent leurs personnages à l'écran, mais leurs propos sont divers, voire contradictoires. Watts dit de la scène d'amour : « Je ne vois pas cela comme quelque chose d'érotique, même si cela donne peut-être cet effet. En fait, la dernière fois que je l'ai vue, j'avais les larmes aux yeux car je savais comment se développait l'histoire ensuite. Ça m'a un peu brisé le cœur »,. Cependant, dans une autre interview, Watts a déclaré « [qu'elle] était impressionnée par l'honnêteté et le réalisme que dégage la scène. Ces filles semblent vraiment amoureuses et c'était étonnamment érotique »,. Harring a aussi donné sa vision de la scène : « À mes yeux, la scène d'amour s'est produite. Rita est très reconnaissante pour l'aide que Betty [lui] a donnée donc je lui dis au revoir et bonne nuit, merci du fond du cœur, je lui donne un baiser, et puis une énergie nous emporte. Bien sûr, je suis amnésique donc je ne sais pas si j'ai déjà fait ça, mais je ne pense pas que nous soyons réellement lesbiennes »,. Heather Love s'accorde plus ou moins avec la perception de Harring puisqu'elle déclare que l'identité dans Mulholland Drive n'atteint pas l'importance du désir : « qui nous sommes ne compte pas tant que ça ; ce qui importe plutôt c'est ce que nous nous apprêtons à faire, ce que nous voulons faire »,.

#### La représentation de Los Angeles, entre rêves et désillusions

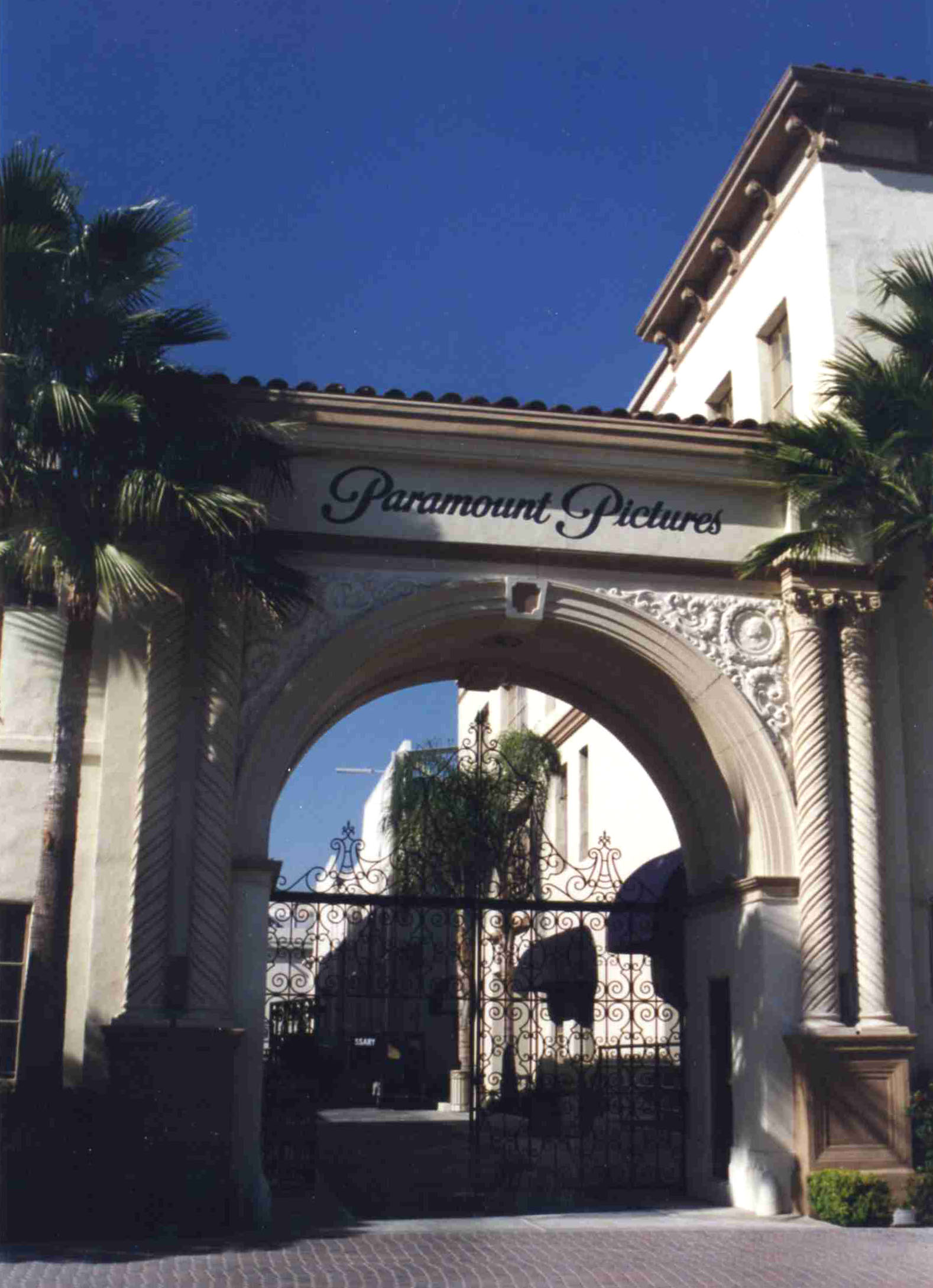
L'entrée des Paramount Studios fait partie des lieux marquants de Los Angeles qui participent à la construction d'une ville fantasmée.

Comme Boulevard du crépuscule de Billy Wilder, Mulholland Drive tire son nom d'une route importante de Los Angeles. David Lynch se sert de l'imaginaire et des fantasmes produits par la ville et rendus indissociables de la ville elle-même pour construire l'idée d'une ville du rêve, d'une « ville-studio ». L'identité cinématographique de Los Angeles témoigne d'une hypertrophie de Hollywood qui agit comme une « métonymie à la fois cinématographique et géographique de Los Angeles » : Hollywood est en effet le cadre principal de l'intrigue, le lieu principal du tournage et le cadre symbolique et historique utilisé par le film. Dans le récit, Hollywood reflète la nostalgie d'un âge d'or des studios qui correspond à peu près à l'époque du tournage de Boulevard du crépuscule. Cette nostalgie est ainsi visible lors des deux auditions que passe Betty : la première se déroule dans le cadre contemporain d'un gratte-ciel du downtown alors que la seconde prend place dans le microcosme des studios Paramount ; ces ellipses spatio-temporelles révéleraient donc des « collisions entre les lieux et les temps de la ville ». De la même façon, la traversée des lieux emblématiques de la ville participe à cette construction de la ville fantasmée par Betty à son arrivée à l'aéroport, notamment lorsqu'elle regarde avec admiration la pancarte Welcome to Los Angeles.
Mais cette ville du fantasme mise en place par le réalisateur ne dure qu'un temps. Lynch procède en effet à la déconstruction du rêve dans la seconde moitié du film. Il brise pour cela la réalité spatiale entre les différents lieux qui composent l'ensemble urbain en suggérant la distance ou la proximité grâce à l'utilisation de certains plans. La rencontre entre Adam Kesher et Le Cowboy est explicite à ce titre : après avoir reçu un appel téléphonique lui enjoignant de rejoindre Le Cowboy dans un ranch, Adam est montré effectuant un trajet de nuit en voiture, puis a lieu la rencontre proprement dite. Le plan suivant cette scène survient sans transition, il s'agit d'un survol panoramique du panneau Hollywood, de jour. Cette absence de transition suggère que le ranch et le panneau Hollywood appartiennent à des univers distants spatialement et symboliquement. Cependant, la distance insinuée par le film n'existe pas puisque le ranch est en réalité situé au pied du panneau.
La déconstruction du mythe de Los Angeles utilise aussi le rapprochement des lieux. La villa de la tante Ruth est dépeinte de la même façon que l'univers des studios : la caméra effectue un zoom lent sur la porte de la villa puis sur celle des studios Paramount ; Betty s'enfuit en courant des studios, puis Betty et Rita quittent Havenhurst en courant aussi. Lynch rapproche spatialement et symboliquement la villa du monde factice des studios : le bonheur de Betty a déjà quelque chose de faux. Encore une fois, cette distance n'est pas celle de la réalité géographique de la ville.
Le réalisateur a aussi recours à la banalisation des lieux mythiques pour déconstruire le fantasme. Cela se traduit par la sobriété d'effets lors des scènes montrant ces endroits : il y a une économie des mouvements de caméra, la musique angoissante est souvent absente. Encore une fois, l'exemple de l'audition de Betty dans les studios est parlant : les acteurs sont médiocres, le scénario est insipide, la musique est absente, même les félicitations de l'équipe semblent surjouées,.
L'unité urbaine et sociale rêvée se déconstruit peu à peu. Le modèle urbanistique de la ville est dit « postmoderne », c'est-à-dire composé de lieux discontinus ce qui se traduit dans la narration par la somme de récits subjectifs issus de personnages aux identités plurielles. La fragmentation spatiale se double d'une fragmentation sociale symbolisée par les nombreux appels téléphoniques au cours du film : « les lieux reliés par le téléphone font figure d'îlots décontextualisés, hors de tout véritable tissu urbain qui les mettrait spatialement en relation avec d'autres lieux ». Néanmoins, ces tentatives téléphoniques n'aboutissent pas à recréer des liens comme en témoigne l'échange infructueux entre Adam et sa secrétaire à propos des problèmes de tournage.
Une lecture possible de l'espace angelin dans le film se rattache à la dimension dantesque, c'est-à-dire aux symboles de l'enfer, du purgatoire et du paradis tels que mis en scène dans la Divine Comédie. La villa du 1612 Havenhurst serait ce « lieu du rêve et du paradis combinés, où Betty peut s'imaginer en future star hollywoodienne et vivre un amour partagé avec Rita ». Dans la véritable Los Angeles, les numéros d'Havenhurst Drive ne dépassent pas 1436. La disparition de la villa dans la seconde partie du film conforte cette idée : le paradis étant maintenant constitué par la villa d'Adam qui surplombe Los Angeles. Cependant, Diane n'a pas sa place dans ce paradis puisqu'il s'agit du lieu où elle avoue son échec professionnel et son échec amoureux : cette réception est organisée pour les fiançailles d'Adam et Camilla et Diane confie enchaîner les rôles sans importance. La villa du réalisateur s'associe alors au traumatisme de Diane et la phrase « Il y a bien eu un accident à Mulholland Drive » peut s'entendre comme un euphémisme, l'accident en question est affectif. Ainsi, la Los Angeles de la fin du film décrirait une sorte de descente aux enfers en montrant la ville et la population qui ne participent pas à la success-story rêvée au début du film : il s'agit du fast-food Winkie's avec le clochard monstrueux, ou bien encore des maisons décrépies de Sierra Bonita où le cadavre est découvert.

### Style
Le style cinématographique de David Lynch fait l'objet de nombreuses publications qui utilisent des qualificatifs tels que « très étrange »,, « sombre », et « excentrique »,. Todd McGowan écrit : « On ne peut pas regarder un film de Lynch comme on regarde un film noir hollywoodien standard ou comme on regarde les films les plus expérimentaux »,. La juxtaposition de différents éléments tels que les cauchemars et les fantasmes, les situations et personnages surréalistes ou stéréotypés, les scénarios non linéaires, le travail de la caméra, le son et l'éclairage permet à Lynch de mettre le spectateur au défi de ne pas croire à ce qu'il est en train de vivre. De nombreux personnages de Mulholland Drive sont des archétypes qui ne peuvent être perçus que comme des clichés : le nouvel espoir hollywoodien, la femme fatale, le réalisateur non conformiste et les agents de pouvoir louches que Lynch ne semble jamais pleinement explorer. En mettant en scène ces personnages rebattus dans situations sinistres et inquiétantes, Lynch confère à ces scènes des propriétés oniriques et étranges. Puisque le scénario dans lequel évoluent ces personnages fait explicitement références aux rêves, aux fantasmes et aux cauchemars, c'est au spectateur de décider si ce qu'il voit est la réalité ou non. Une analyste de cinéma, Jennifer Hudson, écrit à son sujet : « comme la plupart des surréalistes, le langage du mystère de Lynch est le langage fluide des rêves »,.
David Lynch a recours à plusieurs méthodes pour tromper le spectateur dans Mulholland Drive. Le personnage mystérieux de M. Roque, qui semble contrôler les studios de cinéma, est interprété par l'acteur nain Michael J. Anderson (également présent dans Twin Peaks). Anderson, qui n'a que deux répliques et est assis dans un énorme fauteuil roulant en bois, est équipé de prothèses de bras et de jambes en mousse surdimensionnées afin de donner l'impression que sa tête est anormalement petite. Pendant la fête d'Adam et Camilla, Diane voit Camilla (jouée par Laura Harring) avec Adam à son bras, se pencher et embrasser profondément la même femme qui est apparue comme Camilla (Melissa George) avant l'ouverture de la boîte bleue. Les deux femmes se retournent ensuite et sourient à Diane. Le critique de cinéma Franklin Ridgway écrit que la représentation d'un tel acte délibéré, « cruel et manipulateur », ne permet pas de savoir si Camilla est aussi capricieuse qu'elle le semble, ou si la paranoïa de Diane ne permet au public que de voir ce qu'elle ressent. Dans une scène qui suit immédiatement l'audition de Betty, le film montre une femme qui chante sans accompagnement visible, mais lorsque la caméra recule, la salle se révèle être un studio d'enregistrement. La caméra poursuit son recul et il s'avère finalement qu'il s'agit d'un plateau de tournage sur lequel Betty vient d'arriver pour rencontrer Adam. M. Ridgway insiste sur le fait qu'un tel leurre mis en place par ce cadrage astucieux de la caméra fait douter le spectateur de ce qui lui est présenté : « C'est comme si la caméra, dans la fluidité gracieuse de son mouvement, nous rassurait en nous disant qu'elle (pense) tout voir, tout contrôler, même si nous (et Betty) ne le pouvons pas »,.
Selon Stephen Dillon, les différents choix de mise en scène effectués tout au long du film, à l'instar du recours à la caméra à l'épaule, permettent au spectateur de « s'identifier à la tension ressentie par le personnage dans son environnement particulier »,. Toutefois, Lynch, à certains moments, « déconnecte la caméra de tout point de vue particulier, ce qui prive le spectateur d'un point de vue unique ou même d'un point de vue humain », si bien que les multiples perspectives empêchent les différentes situations de se rejoindre, ce qui perturbe considérablement « notre perception de l'individu et de l'humain »,. Andrew Hageman note également que le travail de la caméra dans le film « donne un sens très perturbant des lieux et des présences », comme dans la scène de Winkie's où « la caméra flotte de façon irrégulière pendant le dialogue, filmé en champ-contrechamp ». Ce choix de mise en scène fait que « le spectateur prend conscience que des plans normalement objectifs présentent une subjectivité troublante »,. L'universitaire Curt Hersey identifie quant à lui plusieurs techniques d'avant-garde utilisées dans le film, notamment les différentes fréquences d'images, les mouvements de caméra non traditionnels, la brutalité des transitions — lorsqu'il y en a —, mais aussi l'usage d'effets spéciaux numériques, d'images non diégétiques, d'une narration non linéaire et d'intertextualité.
La première partie du film, qui établit les personnages de Betty, Rita et Adam, est mise en scène de façon classique et rationnelle pour un film de Lynch,. La seconde partie du film, qui représente la réalité aux yeux de nombreux spectateurs, est toutefois réalisée très différemment, ce qui lui confère une dimension tout aussi surréaliste que la première partie. Les scènes de Diane présentent un montage plus haché et un éclairage plus sombre qui symbolisent son appauvrissement physique et spirituel. Ces caractéristiques contrastent avec la première partie du film où Betty et Rita brillent de lumière, où les transitions entre les scènes sont fluides et où « même le décor le plus ordinaire semble étinceler »,. Dans la première partie du film, les scènes se succèdent par le biais de plans panoramiques des montagnes, des palmiers et des immeubles de Los Angeles. Dans la partie la plus sombre du film, le son permet de passer à la scène suivante sans référence visuelle à l'endroit où elle se déroule. Lors de la fête de Camilla, au moment où Diane est le plus humiliée, on entend le bruit de la vaisselle qui s'écrase, ce qui nous amène immédiatement à la scène où la vaisselle est jetée dans le restaurant et où Diane parle avec le tueur à gages. Sinnerbrink note également que plusieurs scènes du film, comme celle où Diane hallucine de Camilla après son réveil, celle où on aperçoit la créature derrière le Winkie's après le suicide de Diane, ou encore la « répétition, l'inversion et le déplacement d'éléments qui étaient configurés différemment » dans la première partie du film, créent l'effet étrange où les spectateurs sont confrontés à des personnages ou des situations familiers dans un contexte différent. Similairement, Hageman juge la première scène chez Winkie's comme « extrêmement inquiétante », car c'est une scène où « les frontières séparant la réalité physique des réalités imaginaires de l'inconscient se désintègrent »,. L'auteur Valtteri Kokko identifie trois groupes de « métaphores inquiétantes » : le doppelgänger de plusieurs personnages joués par les mêmes acteurs, les rêves et un objet quotidien — principalement la boîte bleue — qui déclenche la disparition de Rita et la vie réelle de Diane.
Un autre élément récurrent dans les films de Lynch concerne ses expérimentations avec le son. Il déclare ainsi dans une interview : « Vous regardez l'image et la scène en silence, elle joue le rôle qu'elle est censée jouer, mais le travail n'est pas terminé. Lorsque vous commencez à travailler sur le son, continuez jusqu'à ce qu'il vous semble correct. Il y a tellement de sons erronés qu'on les reconnaît instantanément. Parfois, c'est vraiment magique »,. Dans la scène d'ouverture du film, lorsque la femme aux cheveux noirs trébuche sur Mulholland Drive, le son suggère qu'elle est maladroite. Après que Lynch y ajoute « un soupçon de vapeur [provenant de l'épave] et des enfants qui crient », la maladresse de Laura Elena Harring se transforme en terreur. Lynch introduit également de discrets grondements dans certaines parties du film qui, selon les critiques, renforcent la peur et l'inquiétude. Hageman souligne l'existence d'un « bruit ambiant perpétuel et inquiétant », et ajoute que la scène où l'homme s'effondre derrière le Winkie's est particulièrement intéressante de ce point de vue. En effet, le son normal est étouffé par un vrombissement, bruit qui « crée une dissonance et un suspense qui entraîne le spectateur à chercher l'origine du son et ainsi rétablir l'ordre »,. La fin de Mulholland Drive avec la femme du Club Silencio qui murmure est autre un exemple des tromperies sonores et des choix surréalistes de Lynch, selon Ruth Perlmutter, qui écrit : « Le jeu d'acteur, les rêves, la quête d'identité, les peurs et les terreurs du sujet indéfini sont terminés lorsque le film se termine, et il ne reste donc plus que le silence et l'énigme »,. Michel Chion insiste sur ce point : « Rarement un film aura été aussi proche de l'enfance, et dans ces moments où l'on aimerait bien qu'il y ait quelqu'un pour vous reprendre par la main, et vous redire qui vous êtes ».

### Place du film dans l'œuvre de David Lynch
Mulholland Drive aborde des thèmes récurrents dans le cinéma de David Lynch. Comme dans Lost Highway (1997) puis dans Inland Empire (2006), la structure narrative témoigne d'une certaine complexité qui laisse une forte place à l'interprétation et qui joue en quelque sorte avec le spectateur. Ce dernier pourrait être invité à reconstituer « l'ordre des événements » au fur et à mesure des visionnages pour en proposer une version plus conforme à ce qui est attendu,.
La « réflexivité cinématographique » que l'on voit exprimée dans Mulholland Drive est présente dans Inland Empire, Lost Highway, Blue Velvet, ou encore Twin Peaks. Le cinéma est au cœur du film en tant qu'objet singulier ; Thierry Jousse parle d'une relation post-maniériste, « c'est-à-dire ayant dépassé la citation, l'imitation, la déformation, voire la parodie, propres au maniérisme au profit d'images plus subtiles et plus raffinées qui supposent une mémoire du cinéma déjà assimilée et digérée, invisible en quelque sorte, créatrice de formes fantomatiques, complexes et composites ». Ainsi, les références cinématographiques sont omniprésentes et plus ou moins évidentes dans les films de Lynch : pour Mulholland Drive, une liste non exhaustive cite Boulevard du crépuscule (1950) de Billy Wilder, Gilda (1946) de Charles Vidor, Persona (1966) d'Ingmar Bergman ainsi que Le Magicien d'Oz (1939) de Victor Fleming. Les renvois au premier film sont effectués à travers un panneau indiquant Sunset Boulevard, le thème des espoirs déçus à Hollywood est partagé ; une affiche du film de Charles Vidor est visible dans la villa et Rita choisit son nom en référence à Rita Hayworth ; Mulholland Drive partage avec Persona les thèmes du handicap féminin et de l'entraide féminine, la question de l'identité est primordiale dans le film de Bergman ; enfin, de nombreuses références autant visuelles que diégétiques sont faites au Magicien d'Oz : la scène du jitterbug en ouverture renverrait par exemple à la danse ensorcelée dans le Magicien d'Oz,.
Enfin, le dualisme est une caractéristique habituelle de l'œuvre de Lynch. Ce qui semble bon possède souvent un revers négatif, voire horrible. Contrairement à la première partie dépeignant une vision idéalisée de Hollywood, le rêve de Diane, puis ce qui est considéré comme la réalité donne à voir une suite d'échecs menant à la mort,.

## Postérité et classements
Plusieurs organisations, journaux et sites web spécialisés font de Mulholland Drive le meilleur film de l'année 2001 puis de la décennie 2000 : c'est le cas de la Los Angeles Film Critics Association, des Cahiers du cinéma, du site IndieWire, de Slant Magazine, de Reverse Shot, de The Village Voice et Time Out New York, qui pose la question rhétorique suivante en référence aux attentats du 11 septembre 2001 : « Peut-il y avoir un autre film qui parle de manière aussi résonnante — bien qu'involontaire — du terrible moment qui a marqué notre décennie ? ... Mulholland Drive est le monstre qui se cache derrière le restaurant ; c'est le rêve autodélirant qui se transforme en cauchemar »,. Il est également élu meilleur film de la décennie par deux sondages du magazine Film Comment, l'un réalisé auprès de « critiques, programmateurs, universitaires, cinéastes et autres » et l'autre auprès des lecteurs du magazine. Le film figure sur de nombreuses listes des dix meilleurs films de la décennie, en troisième position pour The Guardian, le journal canadien Journal Pioneer, Peter Travers du magazine Rolling Stone et le critique Scott Mantz d'Access Hollywood. En 2010, Mulholland Drive est nommé deuxième meilleur film d'art et d'essai de tous les temps par The Guardian. En 2008, plusieurs auteurs et journalistes écrivant dans les colonnes du Los Angeles Times établissent un classement des films ayant le mieux réussi à retranscrire à l'écran Los Angeles depuis les années 1990 ; Mulholland Drive s'y trouve à la onzième position. Le magazine Empire place quant à lui Mulholland Drive au 391e rang de sa liste des cinq cents plus grands films jamais réalisés. Il est aussi classé 38e sur la liste des 50 films à voir avant de mourir établie par Channel 4. Un article de 2011 du magazine en ligne américain Slate range Mulholland Drive parmi les « nouveaux classiques » de la décennie passée ; la critique Dana Stevens loue notamment la capacité du film à entraîner de long débats dix ans après sa sortie.
En 2012, un ensemble de plusieurs centaines de critiques et de réalisateurs réunis par la revue britannique Sight and Sound place Mulholland Drive parmi les cinquante plus grands films de l'histoire du cinéma à la 28e place. Ayant reçu 40 votes de critiques, il est l'un des deux seuls films du XXIe siècle à figurer dans cette liste avec In the Mood for Love (2000). Dans le sondage de 2022, il monte à la 8e place. Dans un sondage réalisé par la BBC en 2015, il est classé 21e meilleur film américain de tous les temps. L'année suivante, Mulholland Drive arrive premier du classement des meilleurs films des seize premières années du XXIe siècle de la BBC. En juillet 2021, le film est présenté dans la section Cannes Classics au Festival de Cannes 2021.
Mulholland Drive a également fait l'objet d'un contentieux. En 2004, un utilisateur français n'a pu effectuer une copie du DVD du film sur une cassette VHS, pour la regarder dans le cadre familial. Il attaque au tribunal judiciaire de Paris, avec l'aide de l'Union fédérale des consommateurs - Que Choisir, l'éditeur vidéo et le distributeur (respectivement : Les Films Alain Sarde et Studiocanal), pour n'avoir pas pu exercer son droit à la copie privée,. En 2008, la procédure aboutit à un arrêt de la cour de cassation définissant la copie privée comme une exception devant céder en cas d'atteinte portée à l'exploitation normale de l'œuvre.
En 2025, le journal New York Times le classe deuxième meilleur film du XXIᵉ siècle.